# Kölner Ringe

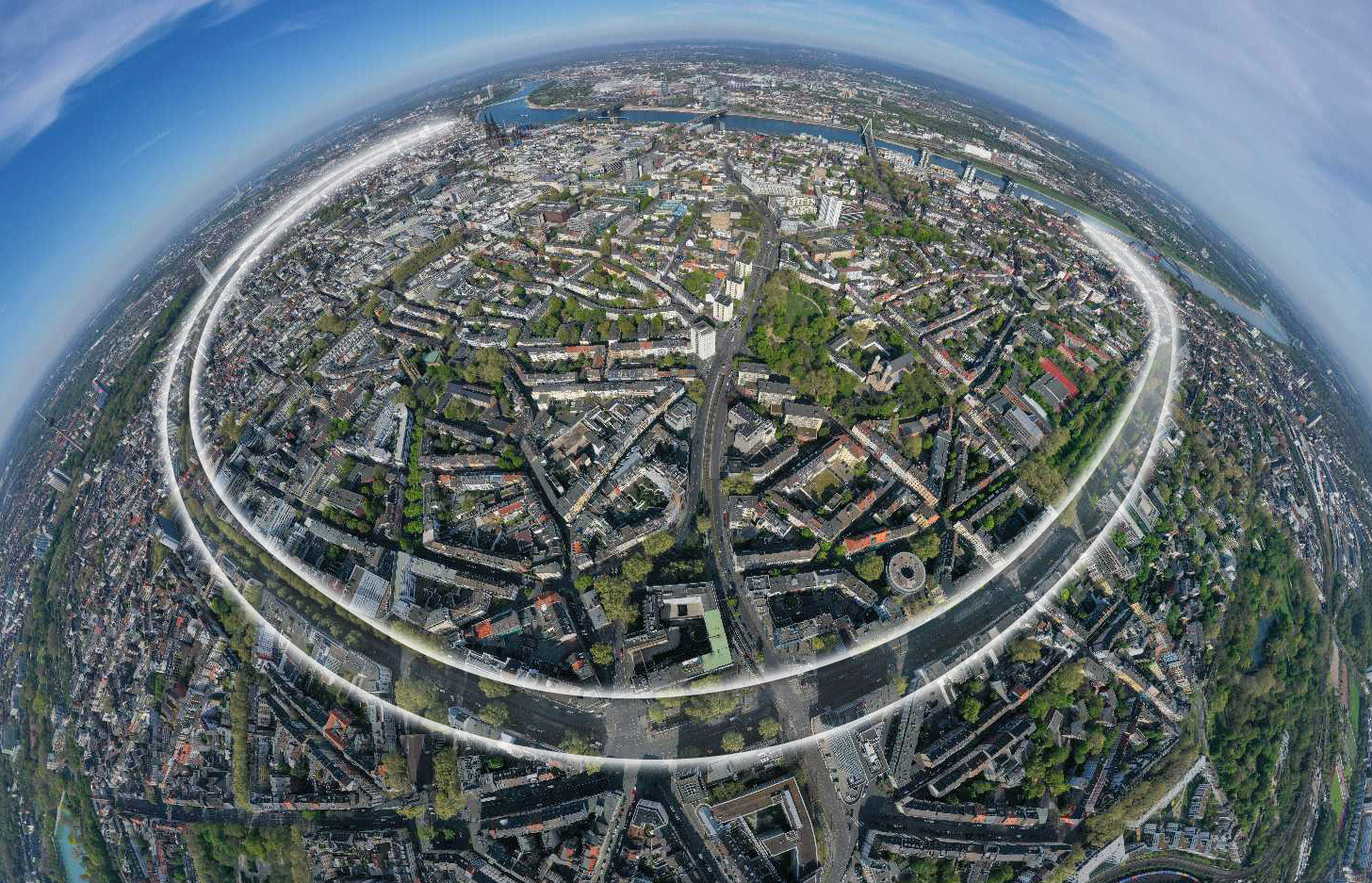
Die Ringe, veranschaulicht in einem Kugelpanorama aus der Luft

Die Kölner Ringe sind eine Folge von zusammenhängenden Straßen mit Boulevardcharakter, die halbkreisförmig rund um die Altstadt im linksrheinischen Köln liegen. Sie orientieren sich am Verlauf der mittelalterlichen Kölner Stadtmauer und sind 7½ Kilometer lang.
Die Gesamtstraße ist wie bei den Kölner Bächen ein Pluraletantum. Die Ringe sind – abgesehen von den schmalen Wallstraßen innerhalb und außerhalb des inneren Festungsrings – der innerste Straßenring um das alte linksrheinische Köln. Die weiteren Ringe sind die Innere und Äußere Kanalstraße, der Gürtel, der Militärring und der Kölner Autobahnring. Außerdem wird die Kölner Innenstadt zwischen der Neustadt und der Inneren Kanalstraße von einem Eisenbahngürtel umgeben.

Plan Köln 1888 A. C. Greven mit Pferdebahn (Ausschnitt)

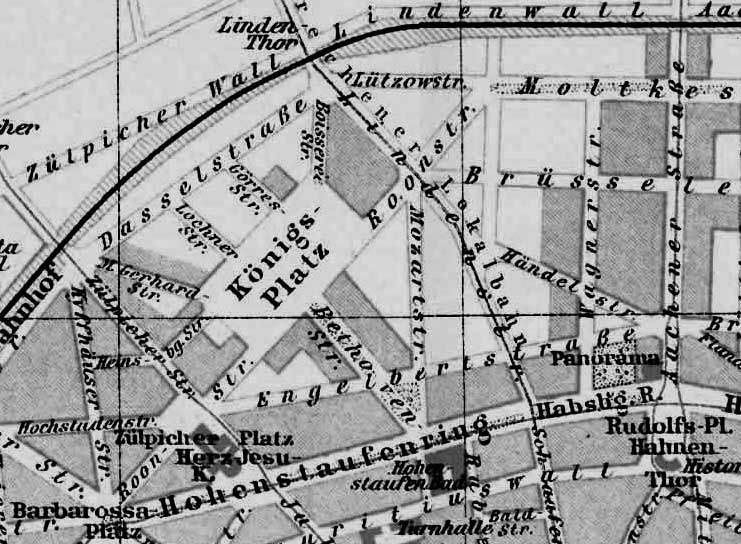
Rathenauplatz und Hohenstaufenring um 1910 (Königsplatz)

## Geschichte

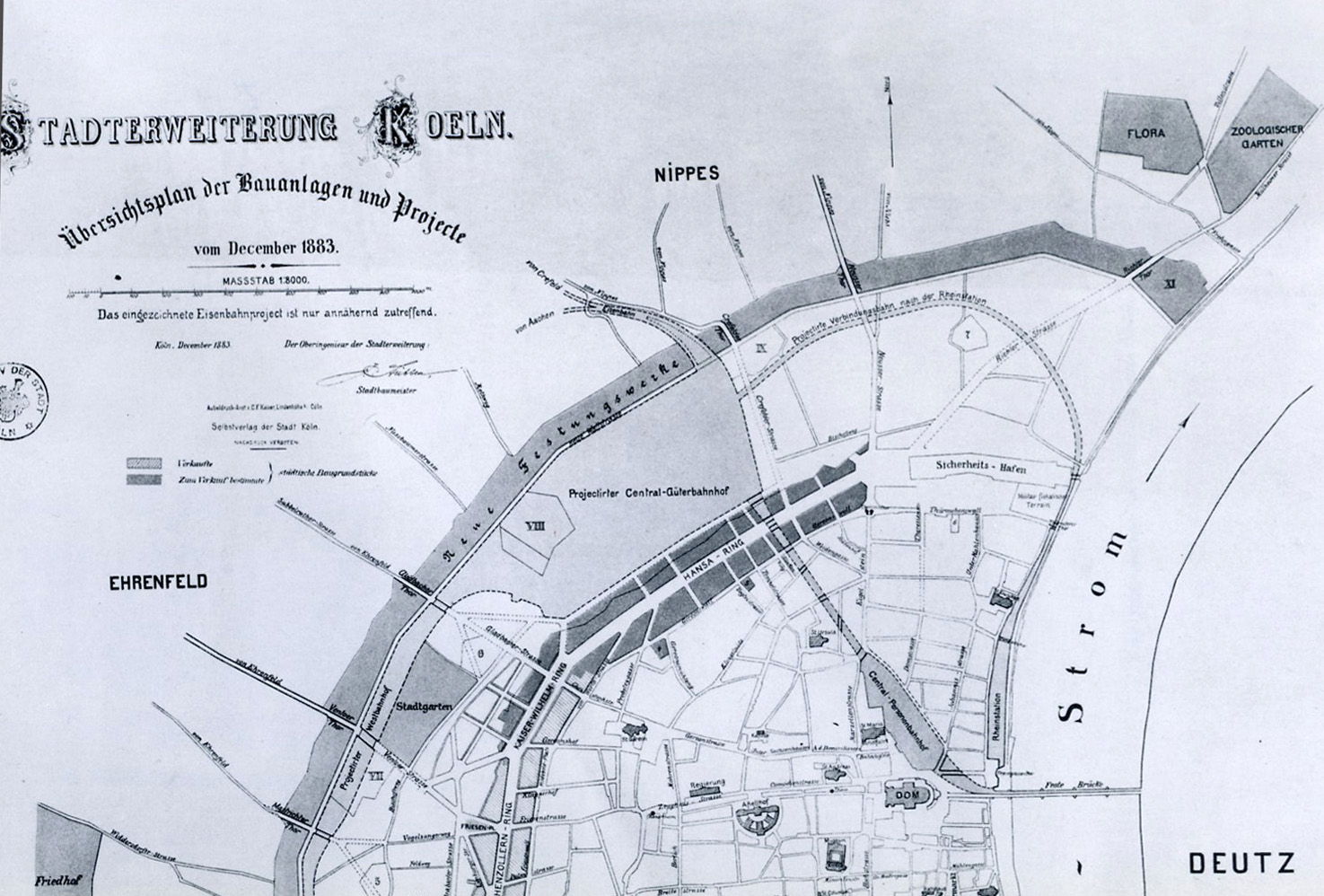
Josef Stübben – Plan zur Stadterweiterung vom Dezember 1883 (Nordteil)

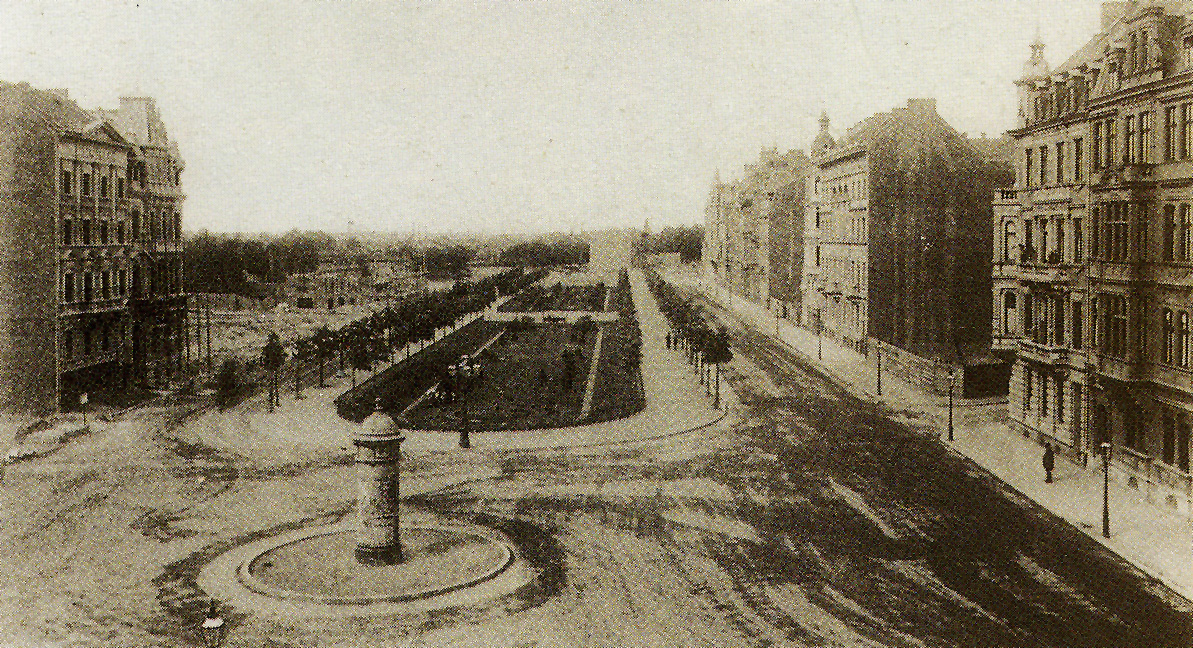
Anlage des Kaiser-Wilhelm-Rings (um 1886)

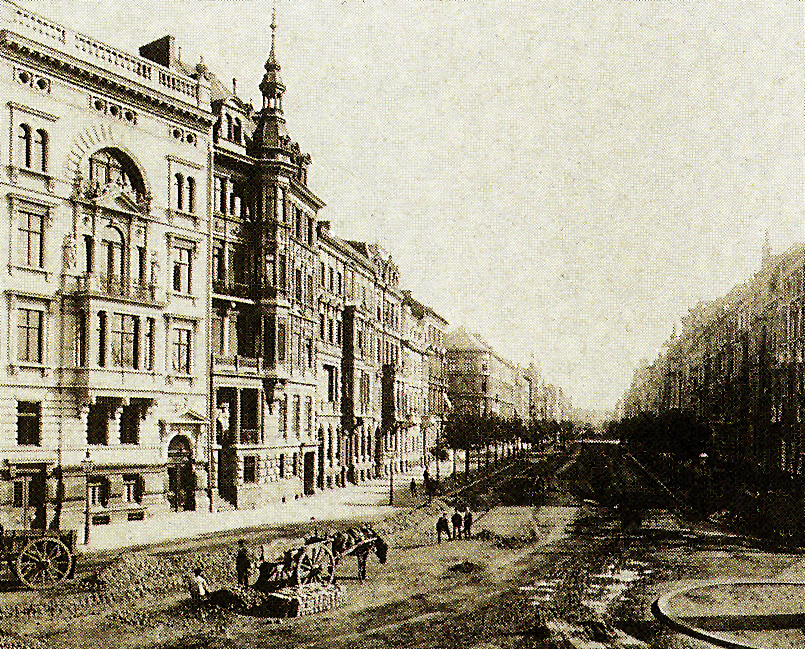
Anlage des Hohenzollernrings (um 1886)

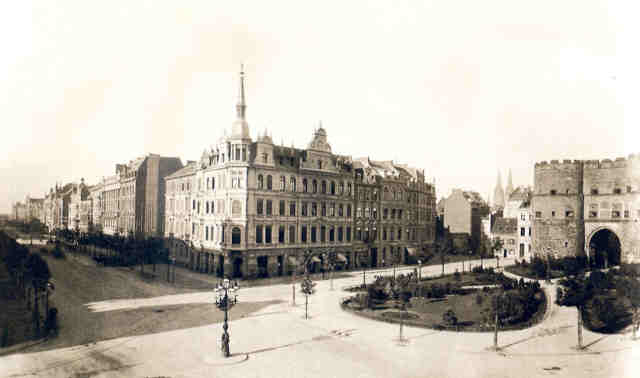
Rudolfplatz, Hahnentorburg

Museum für angewandte Kunst (1900)

Opernhaus Habsburgerring (1902–1944)

### Planungsphase
Nach langwierigen, seit 1860 andauernden Verhandlungen mit dem preußischen Fiskus diskutierte die Stadt am 22. November 1864 erstmals Vorschläge zu „Umbau und Ausdehnung der Festungswerke“, deren Wall 142 bis 170 Meter breit ist. Der Rat der Stadt Köln beschloss am 26. Februar 1881, das Areal der Stadtmauer und das zugehörige Militärgelände zu erwerben. Am 5. Mai 1881 wurde der Kaufvertrag zwischen der Stadt Köln und dem Kriegsministerium (Militärfiskus) durch Bestätigung des Reichskanzlers Otto von Bismarck rechtswirksam, durch den die Stadt das Areal von 122½ Hektar für 11,74 Millionen Mark erwarb. Die Stadt Köln hatte damit den inneren Befestigungsring erworben und nachfolgend abgerissen, so dass die 104 Hektar große Freifläche in Anlehnung an die Pariser Stadtplanung und die Wiener Ringstraße als Prachtboulevard angelegt werden konnte. Die Befestigungen behinderten die vorgesehene Stadterweiterung, so dass ein Abriss Freiraum für eine neue Bebauung schuf.
Bereits zuvor waren bis Oktober 1880 im Rahmen eines städtebaulichen Wettbewerbes 27 Entwürfe für die Bebauung dieser Freifläche eingegangen, von denen 22 als unbrauchbar abgelehnt wurden. Die verbleibenden fünf Entwürfe hatten die gestellten Bedingungen zwar ebenfalls nicht ausreichend erfüllt, wurden aber dennoch mit Preisen ausgezeichnet. Der erste Preis entfiel auf den „König Rhein“ der Aachener Architekten Karl Henrici und Josef Stübben. Zwar lieferte dieser Entwurf keinen zur unmittelbaren Ausführung geeigneten Bebauungsplan, dennoch sollte er in den folgenden Jahren als Grundlage zur Veränderung der Kölner Neustadt dienen. Für eine Stadterweiterung des geplanten Ausmaßes (523 ha) gab es damals in Deutschland keine Vorbilder. Noch im Februar 1881 wurde eine „Stadterweiterungs-Deputation“ gegründet, deren Mitglieder künftig für die Aufstellung eines Bebauungsplanes und seine Ausführung verantwortlich zeichneten. Stübben wurde am 15. Juni 1881 als Kölner Stadtbaumeister eingesetzt. Kernstück des in mehreren Planabschnitten vorgelegten und ausgeführten Bebauungsplanes war die Anlage der Ringstraße.

### Baukonzept
Die Gestaltung der Ringe war ein Großprojekt innerhalb der Stadtentwicklung in Köln. Das Baukonzept wurde in zehn Bauabschnitte untergliedert, wobei die einzelnen Straßenabschnitte jeweils an Plätzen mit ehemaligen Torburgen (Severinstorburg, Hahnentorburg, Eigelsteintorburg) endeten, von denen wichtige Ausfallstraßen (Bonner Straße, Luxemburger Straße, Aachener Straße und Neusser Straße) nach Süden, Westen und Norden ausgingen. Die zehn Abschnitte („Kette festlicher Räume“) wurden ursprünglich in unterschiedlicher Breite zwischen 32 Metern und 114 Metern ausgeführt, teilweise als Allee gestaltet und sollten von repräsentativen Gebäuden gesäumt werden, um den Charakter eines Prachtboulevards zu verleihen.
Diese Ringstraße sollte die Kölner Altstadt mit der Neustadt verbinden, für die Stübben ein regelmäßiges Straßennetz mit Plätzen für mehrere Kirchen festlegte. Ein weiteres Charakteristikum des Bebauungsplanes war das Diagonalsystem der Ausfallstraßen. Von der Ringstraße als Radiale ausgehend, plante man breit angelegte Diagonalen, die wiederum durch Querstraßen miteinander verbunden waren. Es entstanden hierdurch die typischen Sternplätze. Die zur Bebauung vorgesehenen Flächen zwischen den Straßen wurden in Bauparzellen aufgeteilt. Als Vorbild dienten auch hierbei die Stadterweiterungen anderer europäischer Metropolen, insbesondere die von Paris und Wien.

### Bauphase
Am 9. und 10. Juni 1881 fand die Übergabe des ersten Teiles der Befestigungsanlagen statt, bereits am 11. Juni 1881 wurde mit großer Feierlichkeit das erste Stück der 700 Jahre alten Stadtmauer am Gereonstor abgebrochen. Im März 1882 fand die erste Versteigerung städtischer Grundstücke statt. Im Angebot waren Grundstücke im mittleren Teilstück der Ringstraße zwischen Gereonshof und Ehrenstraße. Auf dem Hohenzollernring wurde dann am 22. April 1882 der Grundstein zum ersten Gebäude nach Entwürfen von De Voss & Müller gelegt, ein herrschaftliches Mietshaus vom Steuerinspektor Wilhelm Willmeroth (Hohenzollernring 58). Das Grundstück für das Nachbarhaus Hohenzollernring 56 erwarb Stadtbaumeister Stübben selbst. Am 25. Mai 1882 wurde der Ringabschnitt vom Hahnentor bis zum damaligen Weyertor „Hohenstaufenring“ benannt. In der Sitzung der Stadtverordneten vom 10. Mai 1883 wurde die Umbenennung eines Teils des Hohenstaufenrings in „Habsburgerring“ beschlossen. Die eigentliche Stadterweiterung begann am 12. November 1883, wodurch sich die Stadtfläche um 236 ha auf 1006 ha vergrößerte. Die Kanalisation zwischen dem Bayenturm und der Neusser Straße am Sicherheitshafen konnte bis zum 11. November 1885 vollendet werden.
Am 11. Juni 1886 wurde die 7½ Kilometer lange Ringstraße feierlich eingeweiht und dem Verkehr übergeben, auch wenn zahlreiche Grundstücksareale noch unbebaut waren. Die Ringe waren zwar größtenteils baumbestanden, haben jedoch heute ihren bepflanzten Mittelstreifen (wie er auf dem Kaiser-Wilhelm-Ring noch vorhanden ist) teilweise verloren. Die gesamte Ringstraße war mit zwei oder drei Baumreihen besetzt, je nach Breite der Abschnitte auf einem erhöhten Mittelstreifen oder auf den Bürgersteigen. Zusätzliche Grünanlagen entstanden an den besonders breiten Abschnitten des Sachsenringes und des Kaiser-Wilhelm-Ringes sowie des deutschen Ringes (heute Theodor-Heuss-Ring). Die Häuser am Salierring hatten Vorgärten, den Barbarossaplatz zierte ein großes rundes Wasserbassin mit Springbrunnen.

### Wichtige Gebäude
An der Ringstraße entstanden vor allem – vergleichbar mit den Pariser Grands Boulevards – in der Zeit nach ihrer Eröffnung öffentliche Bauten, deren prachtvolle Architektur den Ringstraßen großstädtisches Flair verlieh. Zu erwähnen sind die Baugewerbeschule am Salierring (eröffnet am 25. März 1885), der Prunkbau des Hohenstaufenbads am Hohenstaufenring (1. Juli 1886), die Gewerbliche Fachschule am Salierring (30. Oktober 1886), das Museum für Angewandte Kunst am Hansaplatz (2. Mai 1900), die zweite deutsche Handelshochschule am Hansaring (1. Mai 1901), das Opernhaus am Habsburgerring (6. September 1902), die Gewerbeförderungsanstalt für die Rheinprovinz am Ubierring (5. Oktober 1903), die Maschinenbauschule am Ubierring (1. Oktober 1904) und das Rautenstrauch-Joest-Museum am Ubierring (12. November 1906).
Viele der Bauten wurden erst nach Einweihung der Ringstraße fertiggestellt. Die Bautätigkeit in der Gründerzeit nach dem Deutschen Krieg 1866 war äußerst lebhaft. Bis zum Ende des Jahres 1889, dem Ende der Bauplanung, standen 1871 Häuser in der Neustadt, davon 1363 auf ehemaligem Festungsgelände und 508 auf Privatgelände des Rayons, mit dessen Verkauf sich die Kölner Kohlbauern „eine goldene Nase verdienten“ und sich deshalb häufig auch Villen an den Ringen bauen konnten. Bereits am 1. April 1888 kam es zu einer erneuten Stadterweiterung, die weit über die Ringe hinausreichte. Bereits 1898 wurde die Kölner Ringstraße als „eine der schönsten der Welt“ bezeichnet, „da sie, obwohl als einheitlicher Straßenzug gehalten, doch nicht in gleicher Breite und Profilierung durchgeführt ist. Ihre 10 alle in sich verschiedenen Strecken haben in wechselnder Breite (zwischen 32 und 130 m) eine Gesamtlänge von 5.930 m.“
Die Kirchen der christlichen Konfessionen und eine neue Synagoge wurden zwar meist nicht unmittelbar an den Ringen gebaut (Ausnahme die im Krieg zerstörte altlutherische Kirche am Sachsenring und die Herz-Jesu-Kirche am Zülpicher Platz), sondern an den dahinterliegenden kleinen Plätzen der Neustadt (zum Beispiel St. Michael am Brüsseler Platz, St. Paul in der Vorgebirgstraße in Höhe des Sachsenrings, die evangelische Christuskirche in der Herwarthstraße am Stadtgarten und der damals größte Kirchenneubau der Altkatholiken, die Pfarrkirche Christi Auferstehung am Stern der Roon-/Moltke-/Jülicher Straße), sie waren aber immer auf die Ringe ausgerichtet und nicht traditionell nach Osten. Sie waren mit ihren imposanten Türmen Merkpunkte in den Sichtachsen der Neustadtstraßen. Ein besonders gut und einheitlich erhaltenes beziehungsweise wieder aufgebautes Viertel der Neustadt liegt um den Rathenauplatz. Bedeutendere Vergnügungs- und Einkaufszentren entwickelten sich besonders am Hohenzollernring um den Friesenplatz.
Die Ringe waren zwar als Gesamtplan konzipiert, aber in ihren Teilstrecken von Stübben durch unterschiedliche Ausstattung und Breite als „Kette festlicher Räume“ gestaltet. Diese differenziert gegliederte Straße lässt die Kölner die Straße nicht als Ringstraße, sondern als die Ringe bezeichnen. Die eingeschobenen Plätze mit ihren sternförmig abgehenden Straßen machten die Übergänge zwischen den unterschiedlich breiten Teilstrecken möglich. Da die Grundstückspreise bei einzelnen Teilstrecken, wie zum Beispiel beim damaligen Güterbahnhof Gereon mit dem anschließenden Kölner Schlachthof und in der Südstadt in der Nähe der Stollwerck-Fabrik niedriger waren, bildeten sich dort einfachere Arbeiterwohnviertel aus. Die von den Ringen abgehenden Radial- und Diagonalstraßen waren als Wohnstraßen konzipiert.

### Weitere bauliche Entwicklung
Die ursprüngliche Nutzung als repräsentative Wohnumgebung erfuhr bereits in den 1920er Jahren – bedingt durch zunehmenden Straßenverkehr – eine Wandlung zugunsten gewerblicher Nutzung mit Versicherungs- und Firmensitzen sowie in Teilbereichen als Vergnügungsviertel. Hierfür wurden Teile der ursprünglichen Bebauung – besonders im Bereich Kaiser-Wilhelm-Ring – durch Neubauten ersetzt, bei denen der Bauhaus-Einfluss erkennbar ist. Erhalten sind u. a. der Allianz-Komplex (Kaiser-Wilhelm-Ring 31; eröffnet im Mai 1933), die heutige EuroHypo (Kaiser-Wilhelm-Ring 17–21) sowie die Bebauung der Gothaer Versicherung (Hohenzollernring 94 nebst Nachbargebäude Kaiser-Wilhelm-Ring 2–4; 1937).
Die Ringe und zahlreiche Gebäude wurden im Zweiten Weltkrieg erheblich zerstört. In den 1950er Jahren begann der Wiederaufbau, wobei der Schwerpunkt mehr auf eine Modernisierung und weniger auf Erhalt historischer Bausubstanz gelegt wurde. Während die ursprüngliche Bebauung 3 bis 4 Geschosse umfasste, prägen heute 6 bis 8 Stockwerke das Gesamtbild. Vereinzelt sind noch die ursprünglichen Gebäude erhalten, die dann häufig durch Aufbauten an die Umgebungshöhe angeglichen wurden. Kriegsbedingte Baulücken wurden weitgehend geschlossen, so dass die Ringe heutzutage ein recht unfragmentiertes Gesamtbild ergeben.
Ab den 1980er Jahren wurden unter der Stadtkonservatorin Hiltrud Kier zunehmend auch Gebäude aus den 1950er Jahren in den Denkmalschutzkatalog der Stadt Köln aufgenommen. Die letzte markante Veränderung erfuhr der Hohenzollernring durch das Gerling Ring-Karree, das im Jahr 2001 fertig gestellt wurde.
Seit der Vorstellung des Masterplan Köln des Architekten Albert Speer junior Ende des Jahres 2008 sind Überlegungen zu einer Umgestaltung der Ringe im Gange. Mit Beschluss vom 5. Mai 2009 nahm der Rat der Stadt Köln den städtebaulichen Masterplan für die Kölner Innenstadt an. Der Masterplan Köln kam zu der Erkenntnis, dass überwiegend verkehrlich bestimmte Eingriffe den ursprünglich klaren gestalterischen Duktus des großstädtischen Straßenzugs überformt beziehungsweise zerstört hätten. Als oberstes städtebauliches Ziel wurde daher im Masterplan die Erlangung eines abgestimmten hochattraktiven gestalterischen und verkehrlichen Gesamtkonzepts definiert, das im Sinne eines modernen Klassikers große Robustheit in Bezug auf sich wandelnde Moden und technische Anforderungen aufweist. Im Oktober 2011 gab es detaillierte Vorschläge von Planungsbüros im Rahmen der Leitlinie Kölner Ringstraßen. Ziel ist es, in den nächsten etwa 15 Jahren den Straßenraum (inklusive der Parkplätze) auf das verkehrstechnisch notwendige Maß zu reduzieren und Fußgängern und Radfahrern mehr Raum zurückzugeben. Auch der Grünflächenanteil soll wieder verstärkt werden. So sollen auch die verbliebenen Straßenbahn-Gleisbetten begrünt werden.

## Ringstraßen und Plätze

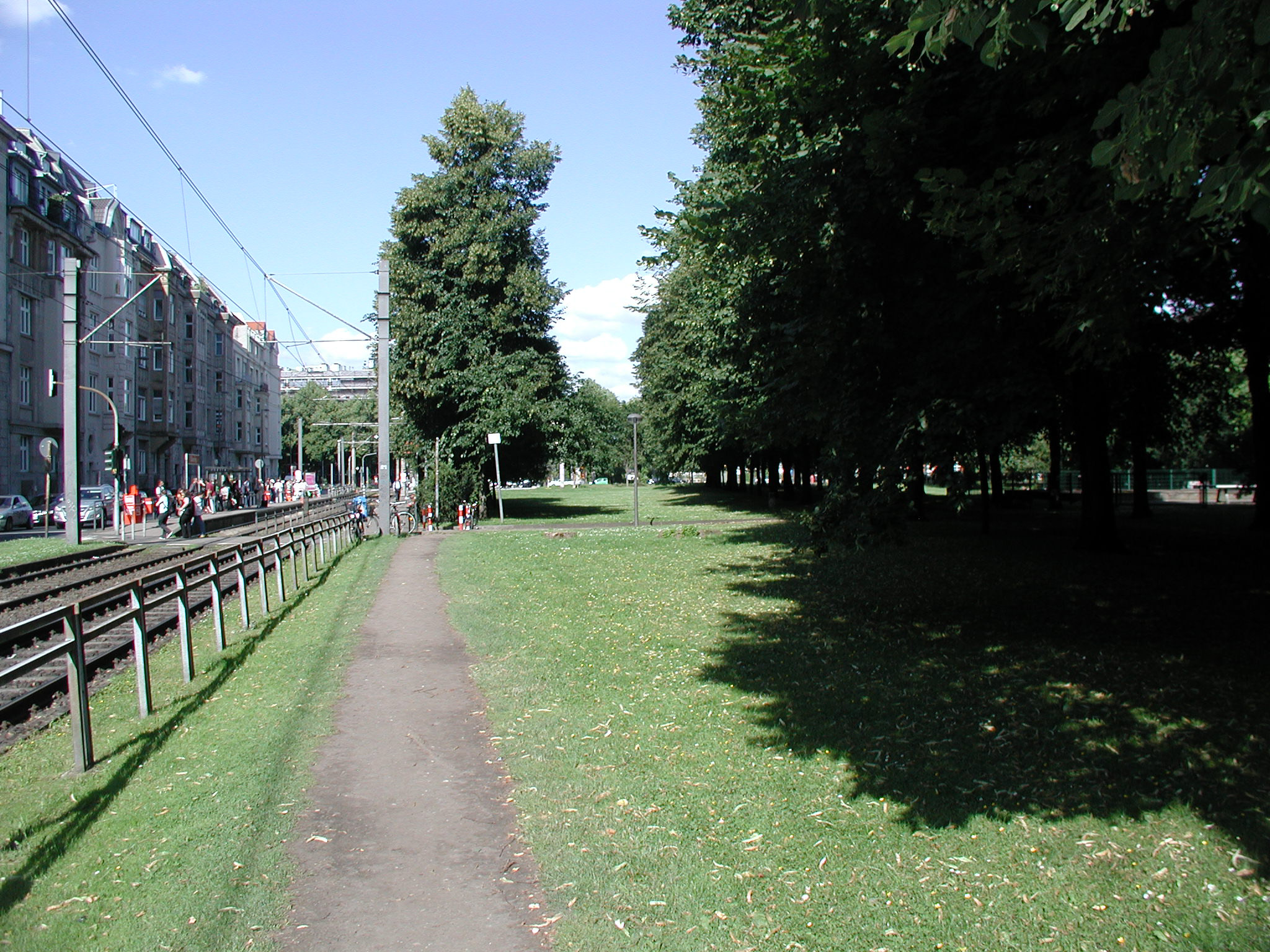
Anfang des Ubierringes

(von Süd nach Nord)
Die Idee, die Straßen nach deutschen Fürstenhäusern zu benennen, stammte auch von Stübben. Die Ringe und die dazwischengeschalteten Plätze der Neustadt tragen abschnittsweise am südlichen Rheinufer beginnend aus der Deutschen Geschichte und der Stadtgeschichte entlehnte Namen, sie folgen einem homogenen Benennungsprinzip. Die Namen der Kölner Ringe entstammen symbolisch der chronologischen Reihenfolge der historischen Entwicklung des Deutschen Reiches. Die konsequente historische Abfolge der Ringstraßenbezeichnungen legte die Stadtverordnetenversammlung in den Sitzungen vom 10. Mai 1883 und 20. Dezember 1883 fest. Die Reihenfolge der Teilstrecken der Kölner Ringstraße von Süden in Richtung Norden (mit der Länge der Teilstücke): Ubierring (822 m), Karolingerring (239 m), Sachsenring (1714 m), Salierring (377 m), Hohenstaufenring (643 m), Habsburgerring (197 m), Hohenzollernring (687 m), Kaiser-Wilhelm-Ring (der breiteste Ring mit 114 Metern; 771 m), Hansaring (1063 m) und Theodor-Heuss-Ring (1065 m) ergibt eine Gesamtlänge der Ringe von 7578 Metern. Der Sachsenring ist der längste, der Habsburgerring bildet die kleinste Teilstrecke der Ringe.

### Ubierring

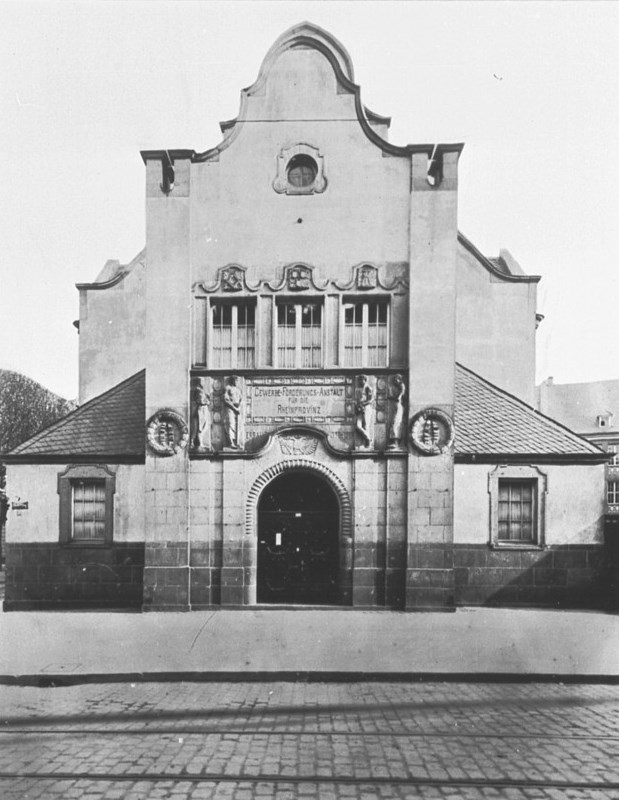
Ubierring 40, Gewerbeförderungsanstalt (1907)

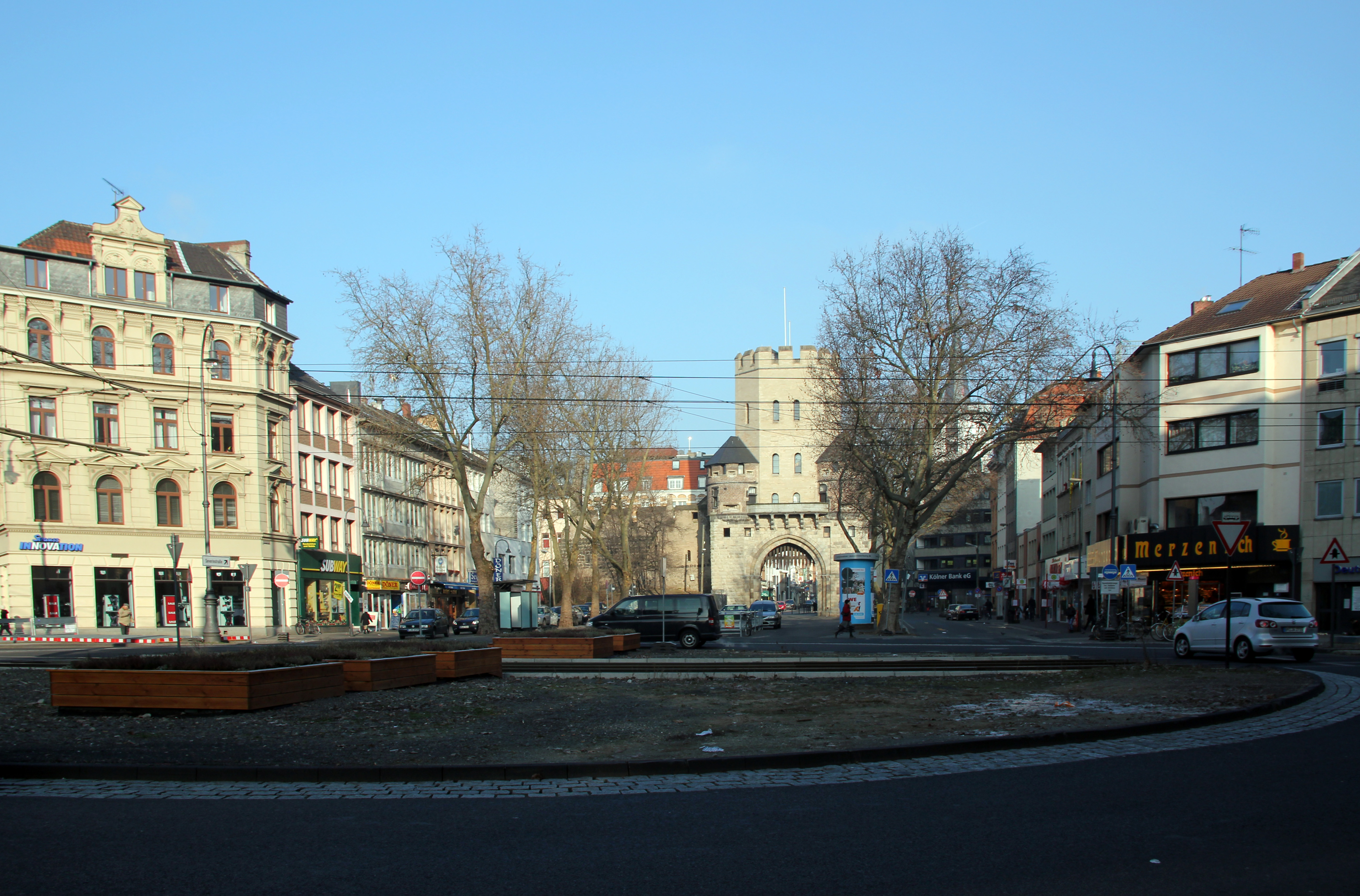
Chlodwigplatz nach der Umgestaltung

Die Ringe beginnen am Rhein mit dem am 10. Mai 1883 benannten Ubierring, der an das Volk der Ubier erinnert, die hier in Köln ein Oppidum gründeten, die Vorgängersiedlung der dann römischen Colonia Claudia Ara Agrippinensium. Auch die Nebenstraßen tragen hier Namen aus der Zeit der Auseinandersetzungen zwischen Römern und Germanen. Von der Mainzer Straße an spaltet sich der Ring durch einen als Park ausgelegten Mittelstreifen und gibt Platz für eine kleine Grünanlage bis zum Rheinufer. Am Ubierring Nr. 40 befand sich die am 5. Oktober 1903 gegründete Gewerbeförderungsanstalt für die Rheinprovinz bis 1919. Ab 1920 bis 1924 wurde auf dem Grundstück der Neubau der Kölner Werkschulen errichtet und heute ist dort der Sitz der Köln International School of Design. Nr. 45 beherbergte das Rautenstrauch-Joest-Museum (eröffnet am 12. November 1906), dessen Gebäude nach einem Bombenvolltreffer am 28. Februar 1945 zerstört wurde. Das Museum wurde am 7. Juli 1967 wiedereröffnet und befindet sich seit dem 23. Oktober 2010 in der Cäcilienstraße. In Nr. 48 befand sich die ehemalige Maschinenbauschule (1. Oktober 1904), die am 15. Mai 1946 wiedereröffnet wurde; heute wird das Gebäude von der Fachhochschule Köln genutzt.

### Chlodwigplatz

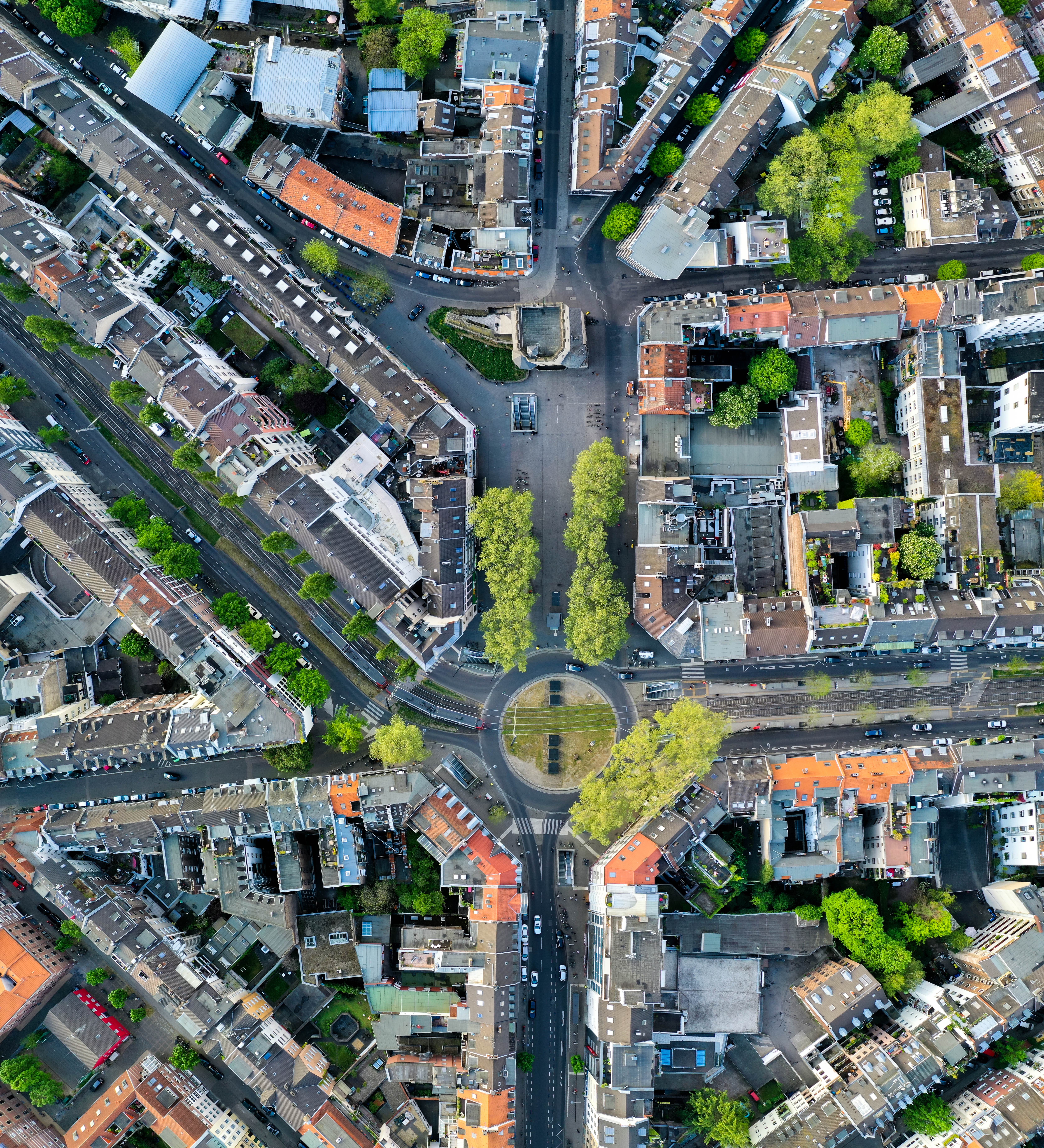
Chlodwigplatz und Severinstor von oben (2020)

Der Chlodwigplatz wurde am 20. Dezember 1883 nach Chlodwig I., dem ersten auch für Köln bezeugten Merowinger benannt. Durch das Severinstor, einen der wenigen erhaltenen Teile der mittelalterlichen Stadtbefestigung, mündet die Severinstraße auf den Chlodwigplatz. Die Kreuzung ist als Kreisverkehr gestaltet. Nach Süden zweigen vom Chlodwigplatz die Bonner Straße und die Merowingerstraße ab.
Der U-Bahnhof Chlodwigplatz ist wichtiger Umsteigepunkt für den Öffentlichen Personennahverkehr. Hier kreuzen sich drei Straßenbahn- und vier Buslinien:
- Linie 15: Ubierring – Chorweiler
- Linie 16: Bonn Bad Godesberg – Niehl Sebastianstr.
- Linie 17: Rodenkirchen – Severinsstr.

- Buslinie 106: Marienburg – Heumarkt
- Buslinie 132: Meschenich – Hbf
- Buslinie 133: Zollstock – Hbf
- Buslinie 142: Ubierring – Nippes

Die Verkehrsverbindung soll sich mit der Eröffnung der hier unterirdischen Nord-Süd-Stadtbahn verbessern. Die Stadtbahn-Haltestelle an der Oberfläche wurde im Herbst 2009 vom Karolingerring auf den Ubierring verlegt, um Umsteigewege zu verkürzen.
Am Chlodwigplatz beginnt der Kölner Rosenmontagszug. 1992 fand hier das große Konzert Arsch huh, Zäng ussenander gegen rechte Gewalt statt.

### Karolingerring
Ab Chlodwigplatz führt der Karolingerring, der am 10. Mai 1883 nach dem fränkischen Herrschergeschlecht der Karolinger benannt wurde, bis zur Brunostraße. Das vergleichsweise kurze Stück des Karolingerrings ist durch einen relativ schmalen Querschnitt geprägt. An der Brunostraße verbreitert sich der Ring hin zum Sachsenring.

### Sachsenring

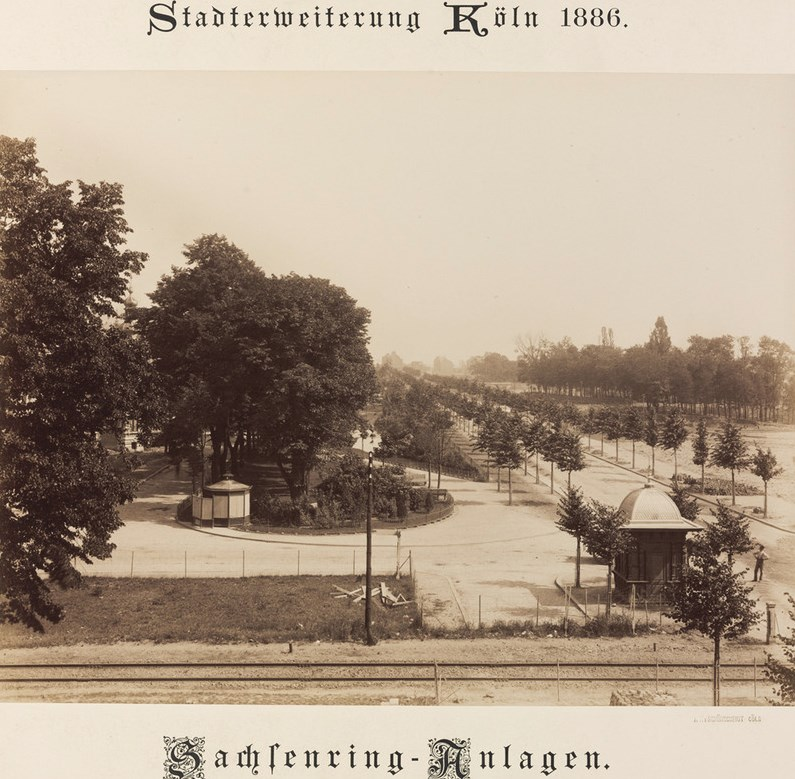
Johann Heinrich Schönscheidt – Stadterweiterung Köln, Sachsenring-Anlagen (1886)
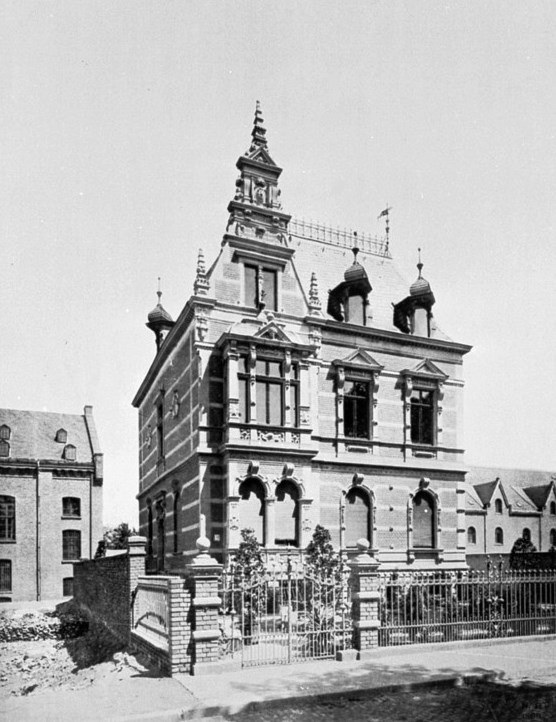
Sachsenring 32 (1886)
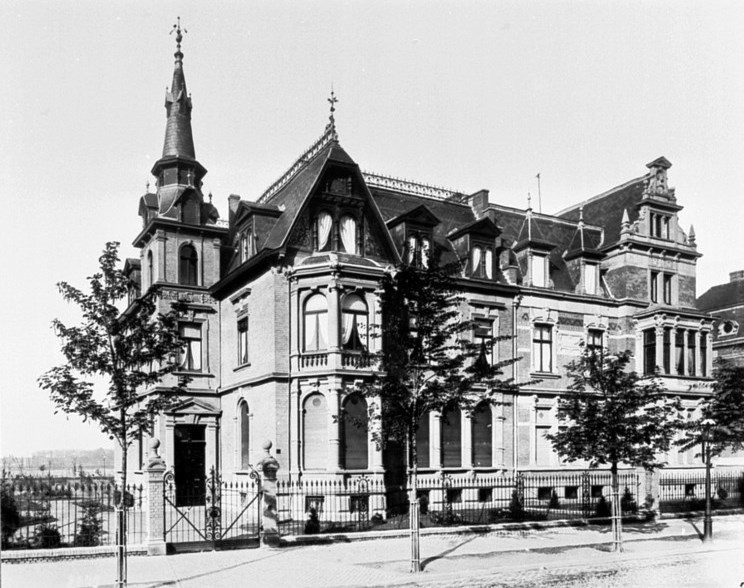
Sachsenring 77–79, Haus Mallinckrodt (um 1890)
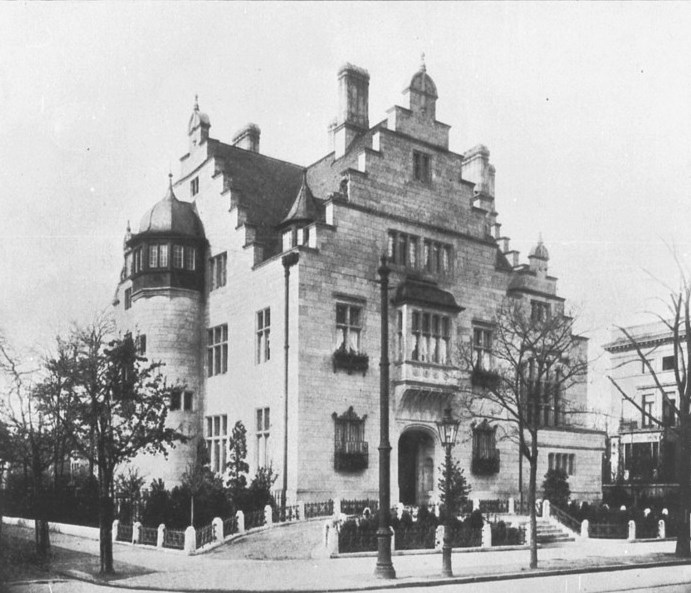
Sachsenring 73, Villa Arnold Guillaume (um 1900)
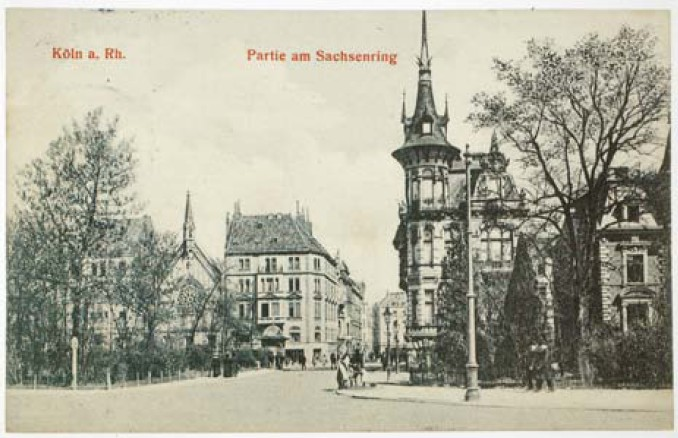
Sachsenring – mit der im Zweiten Weltkrieg zerstörten altlutherischen Kirche (1906)
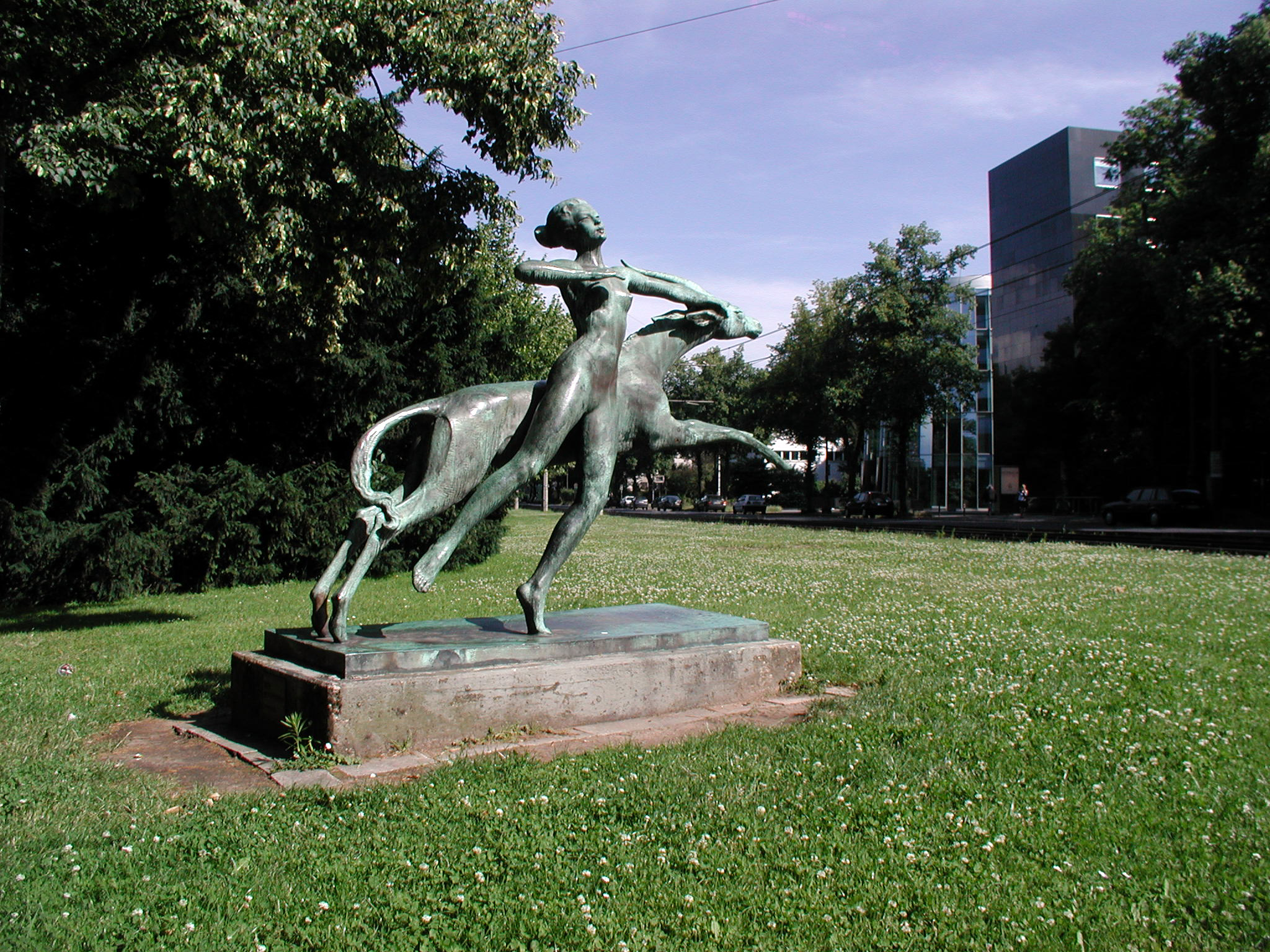
Sachsenring – Diana mit springender Antilope (1916)
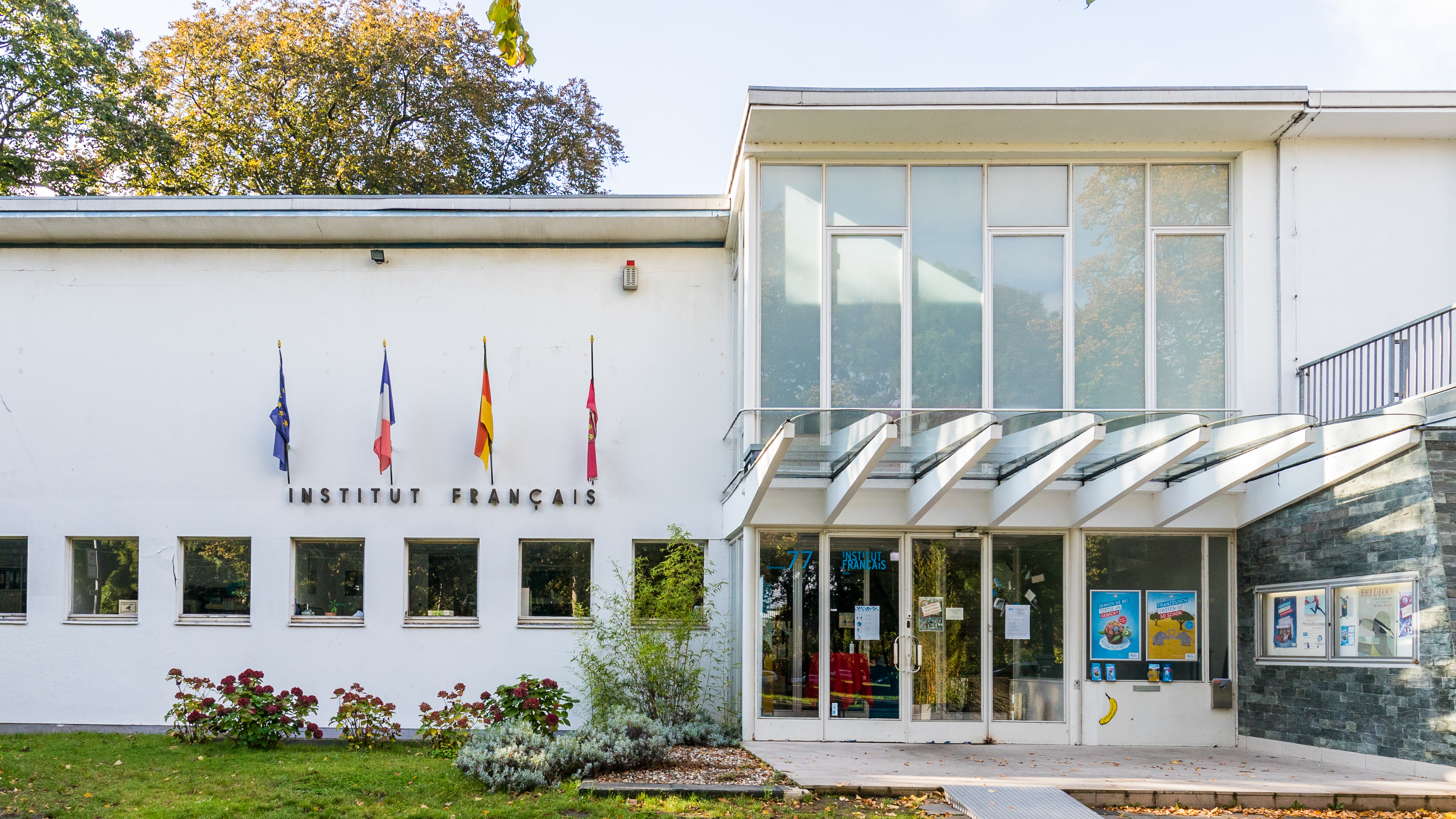
Sachsenring 77 – Institut français

Am 10. Mai 1883 nach den Sachsenkaisern benannt, führt der Sachsenring bis zur Straße Am Trutzenberg. Hier stehen außer der Ulrepforte noch ein Stück Stadtmauer mit Turm, die beide von den Kölner Karnevalsvereinen Rote- und Blaue Funken genutzt werden. An der Ulrepforte mündet die Nord-Süd-Fahrt auf die Ringe. Berühmt war die Villa an Sachsenring 34. In Nr. 77/79 stand das Doppelhaus von Hermann Otto Pflaume für Gustav von Mallinckrodt / Carl Johann Heinrich Scheibler mit einer am 19. August 1912 fertiggestellten Gartenanlage von Friedrich Encke. In den von Wilhelm Riphahn geplanten Neubau zog am 15. Januar 1953 das Institut français Köln ein.

### Salierring

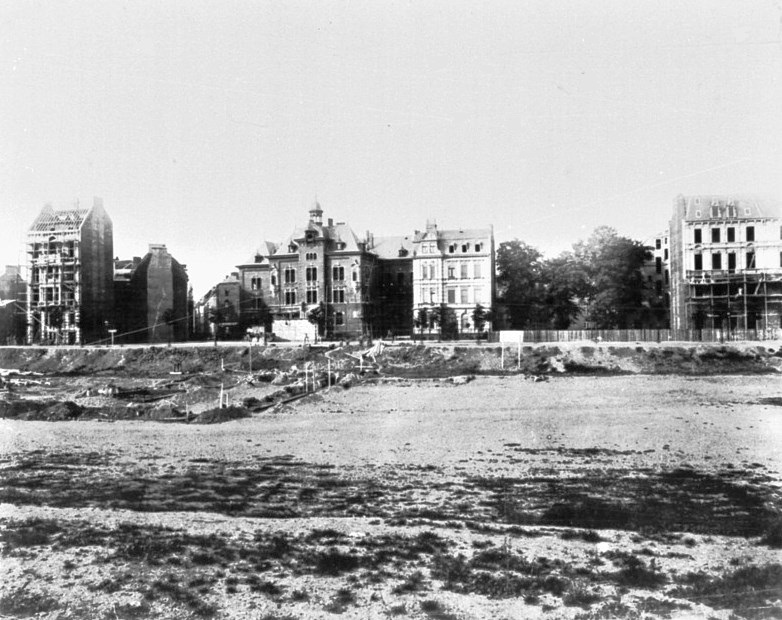
Salierring, Anlegung im Jahr 1886
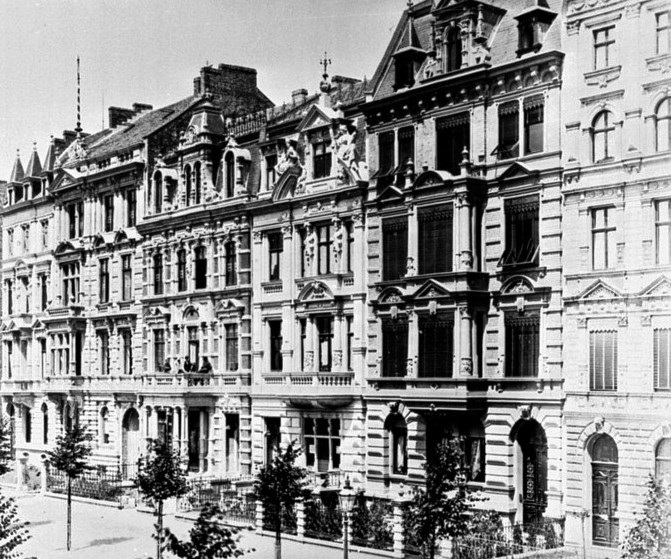
Salierring 12–20, um 1890
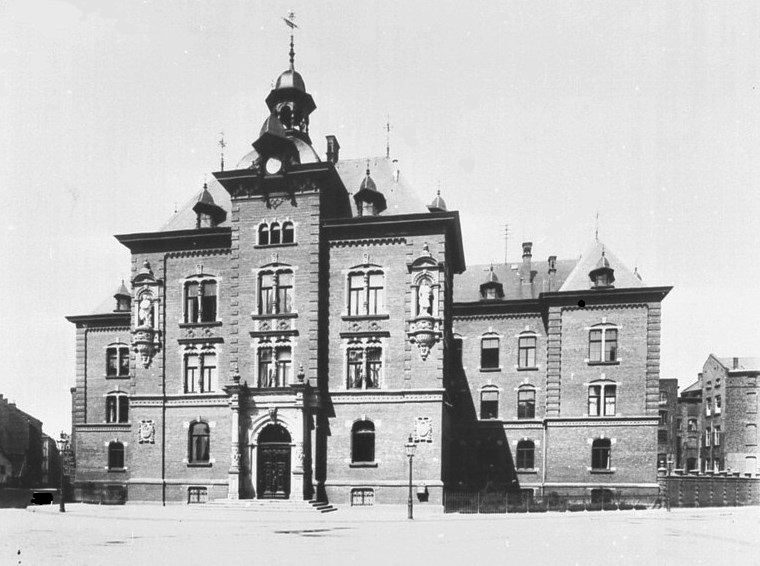
Salierring 32, Königliche Baugewerbeschule (1885)
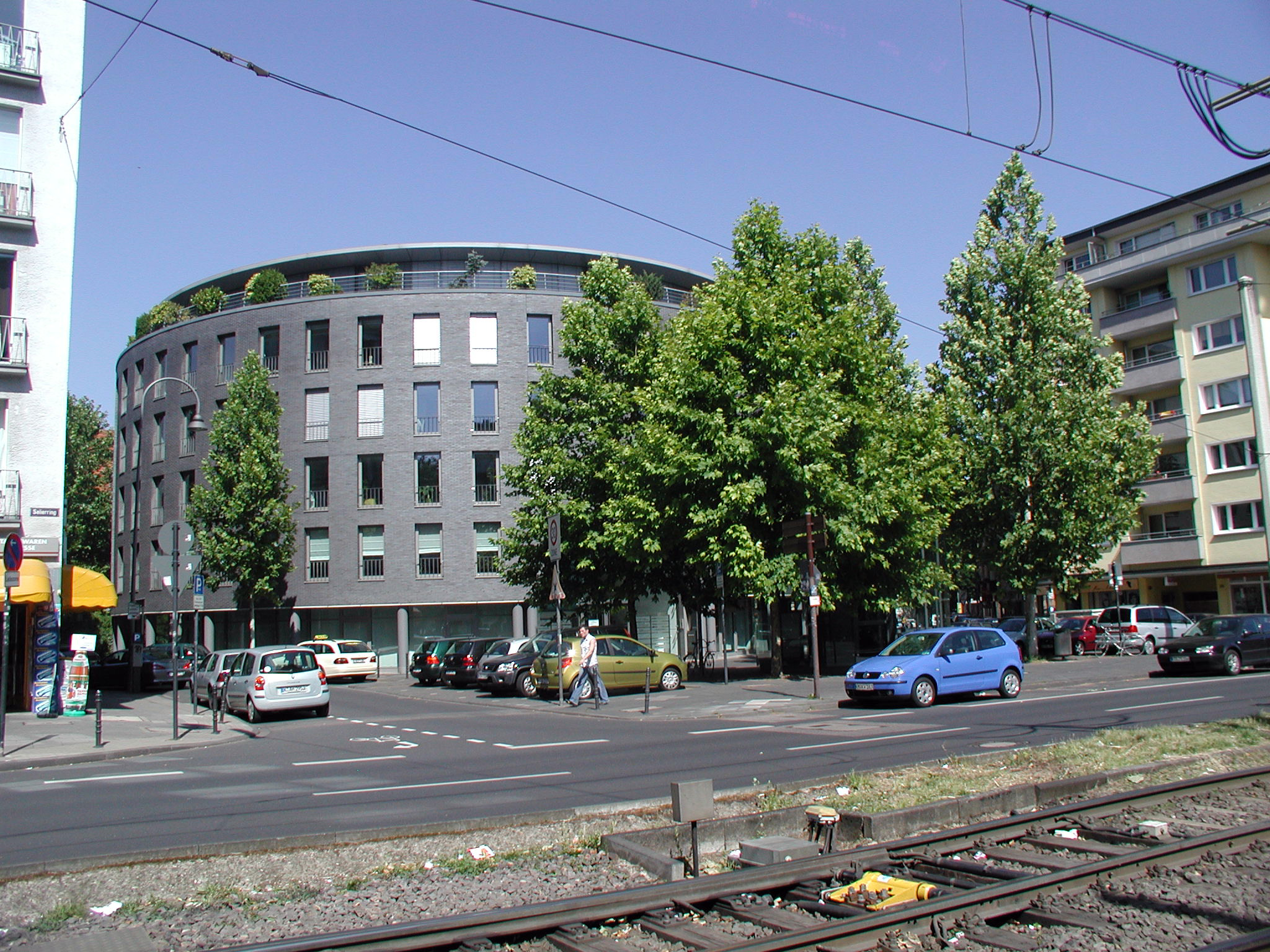
Salierring 32, „Rotonda“

Der am 10. Mai 1883 benannte Salierring führt bis zum Barbarossaplatz. Der bekannteste Salier war Heinrich IV. Unterirdisch (unter der Straße Am Duffesbach/Am Weidenbach) kreuzt den Salierring der Duffesbach, der Namensgeber eines weiteren Kölner Straßenzuges, dem der Kölner Bäche.
In unmittelbarer Nähe zum Barbarossaplatz stand in Salierring 32 die königliche Baugewerbeschule (25. März 1885), heute steht an dieser Stelle die im Oktober 1999 fertiggestellte „Rotonda“, ein kreisrundes Bürohaus mit einem Business-Club im Erdgeschoss. Der Architekt Till Sattler wurde dafür im September 2000 mit dem Architekturpreis des Bundes Deutscher Architekten, Ortsgruppe Köln, ausgezeichnet.

### Barbarossaplatz

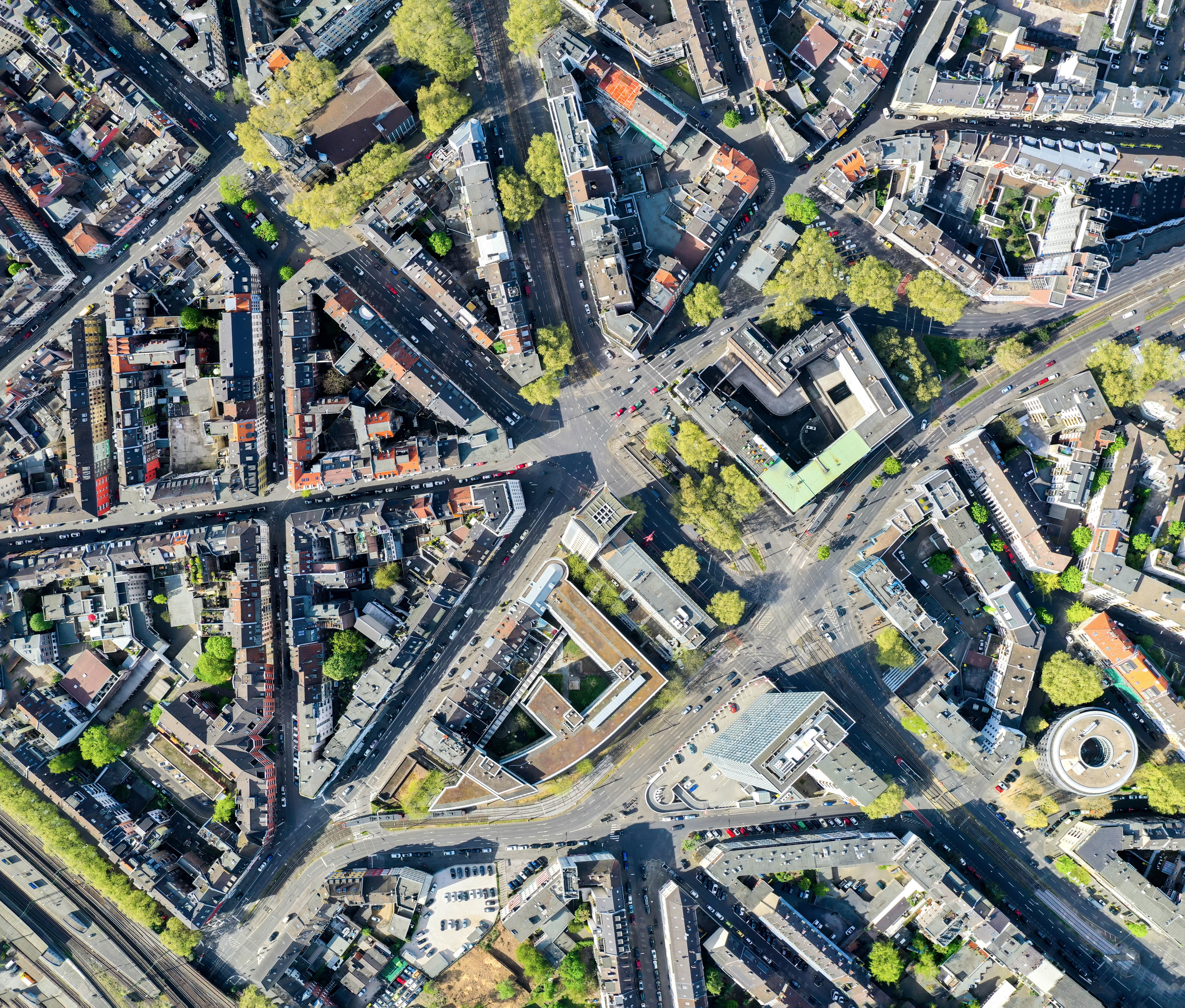
Barbarossaplatz Köln im April 2020 – Drohnenaufnahme aus 300 Metern Höhe

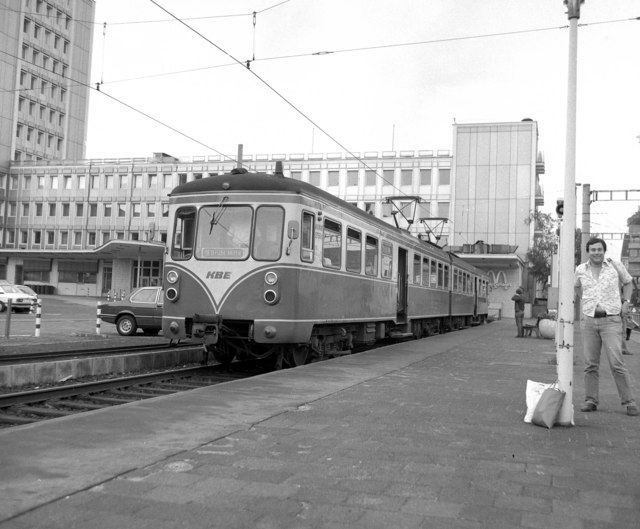
Ehemaliger KBE-Bahnhof, Rückseite des Sparkassenhauses
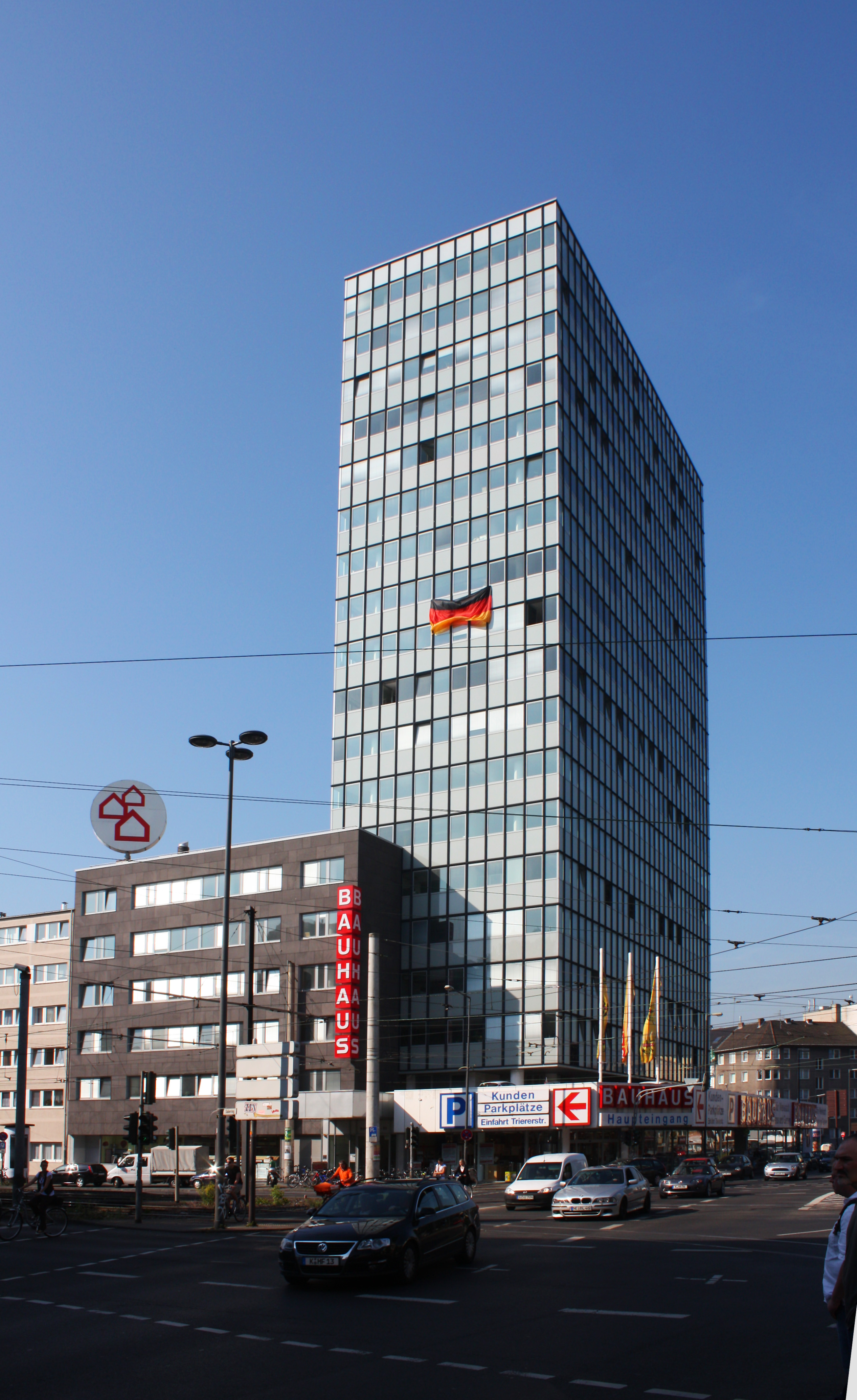
Ecke Salierring
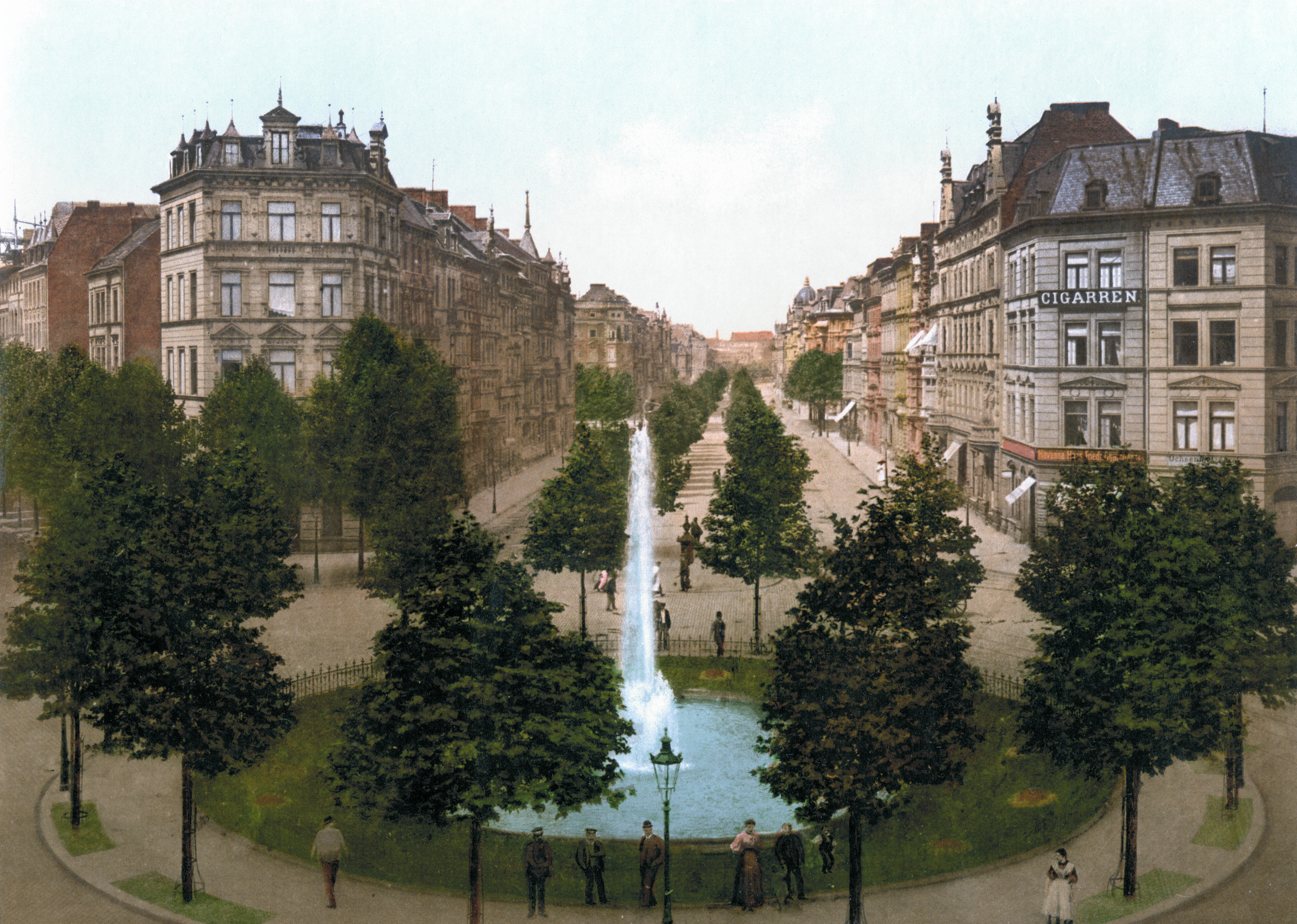
Barbarossaplatz um 1900
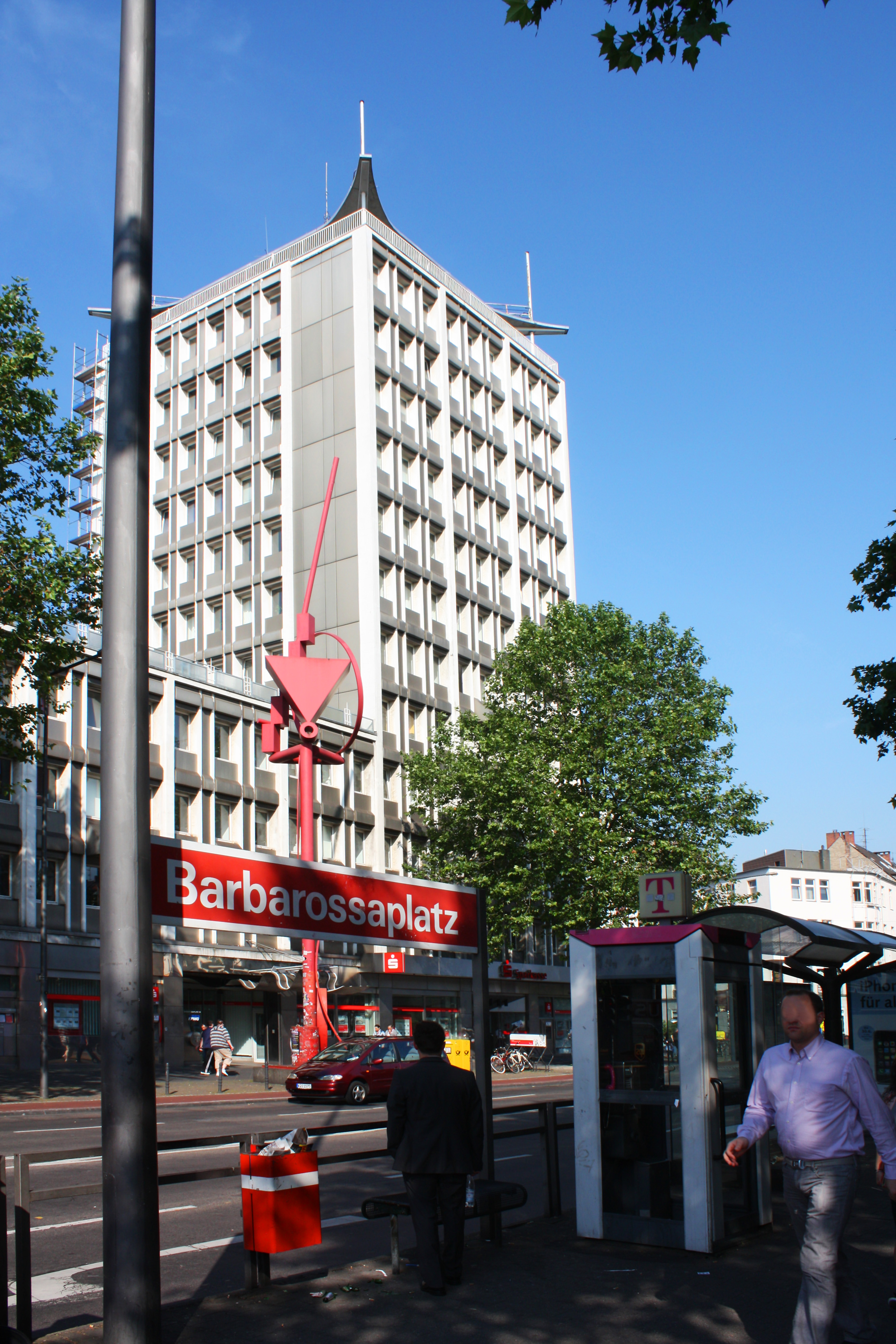
Schwalbendach, davor: Steel-Watercolor-Triangle-Ring von Fletcher Benton 1993

Der Barbarossaplatz wurde am 10. Mai 1883 nach Friedrich I., einem Stauferkaiser, benannt. Er hat seine Platzwirkung weitgehend verloren. Stattdessen prägt der Verkehr den Ort. Hier kreuzt sich die Stadtbahnlinie 18 mit den beiden Ringlinien 12 und 15. Bis zur Eröffnung der Nord-Süd-Stadtbahn biegt die Linie 16 zum Innenstadttunnel ab. Bis zur Umstellung auf den Stadtbahnbetrieb in den 1980er Jahren endete die Vorgebirgsbahn südwestlich des Barbarossaplatzes. Die Luxemburger Straße kreuzt hier die Ringe und geht in den Straßenzug der Kölner Bäche über.
Seit mehreren Jahren werden verschiedene Varianten zur Umgestaltung des Platzes diskutiert. Unter anderem gibt es Überlegungen, die Linie 18 in einem verlängerten Innenstadttunnel unterirdisch bis zum Eifelwall zu führen und so die Verkehrssituation zu entzerren. Aus finanziellen Gründen wird dieses Vorhaben in den nächsten Jahren nicht verwirklicht werden können. Es ist wahrscheinlicher, dass es nur zu einer Neugestaltung des Platzes kommt.
Am Platz steht das Bauhaus-Hochhaus und das 12-stöckige Hochhaus der Sparkasse KölnBonn, das Ernst Nolte 1955/1956 mit dem charakteristischen Schwalbenschwanzdach erbaute.

### Hohenstaufenring

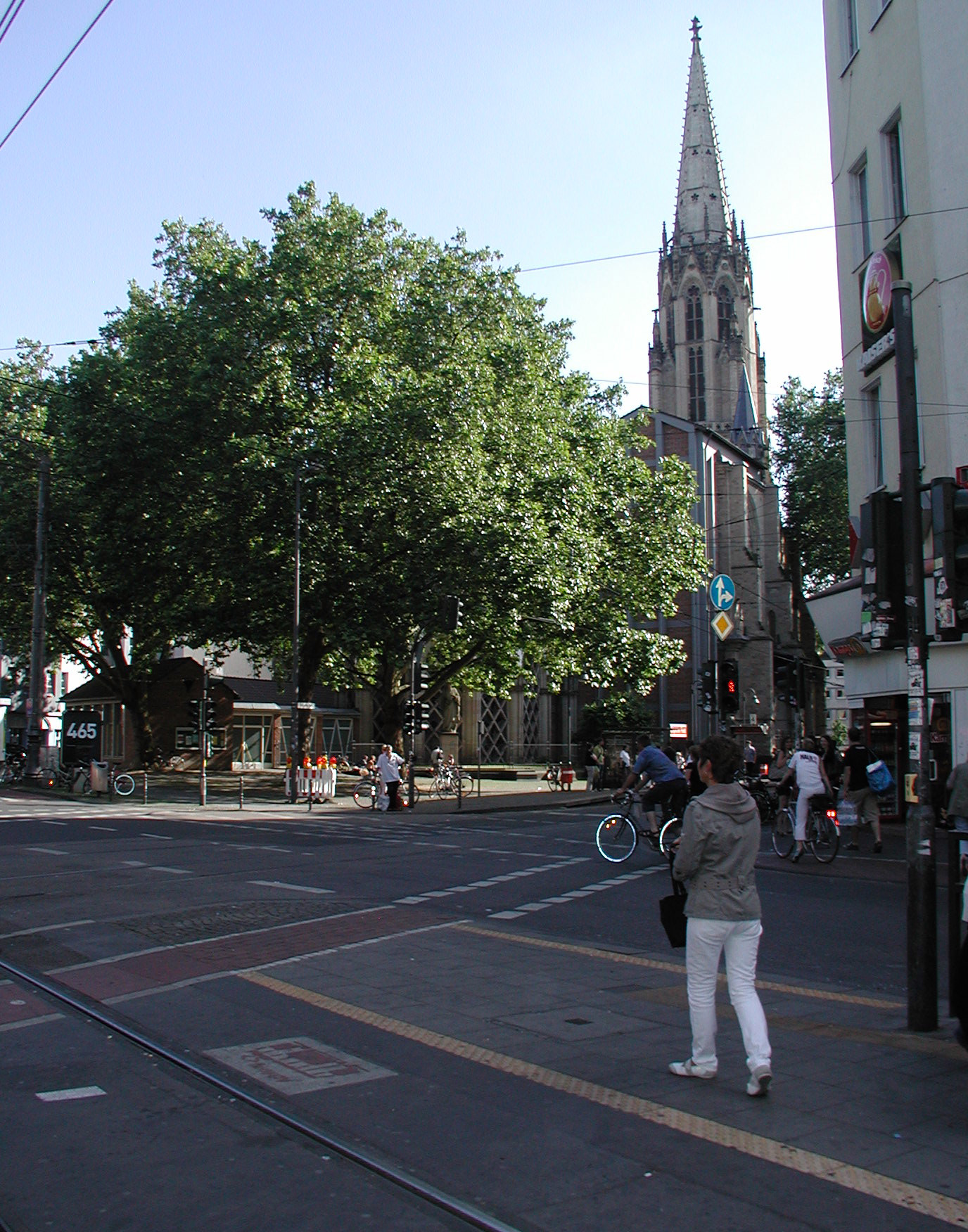
Zülpicher Platz mit „Herz-Jesu-Kirche“

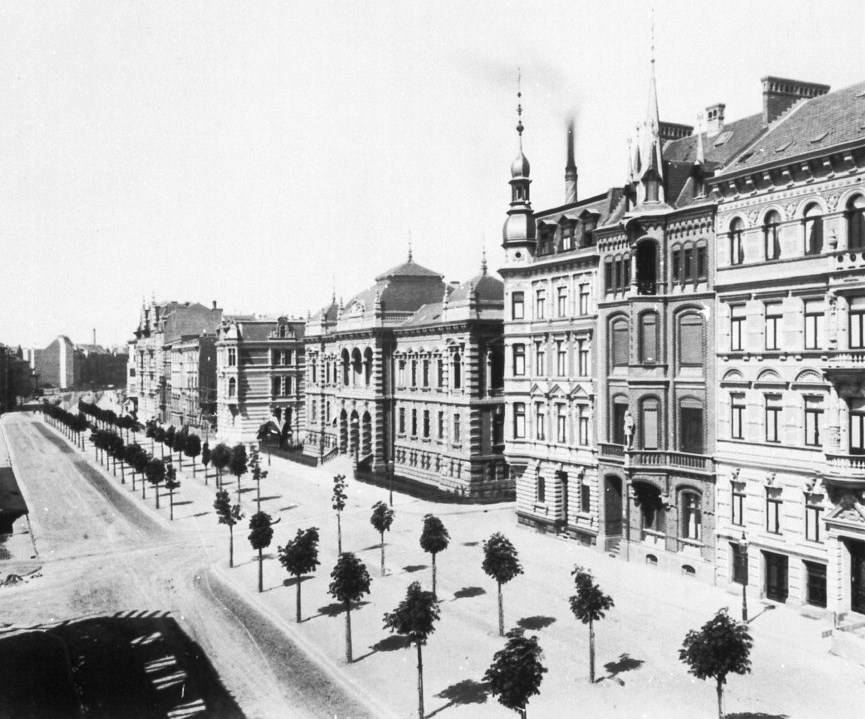
Hohenstaufenring, Ostseite (1886)
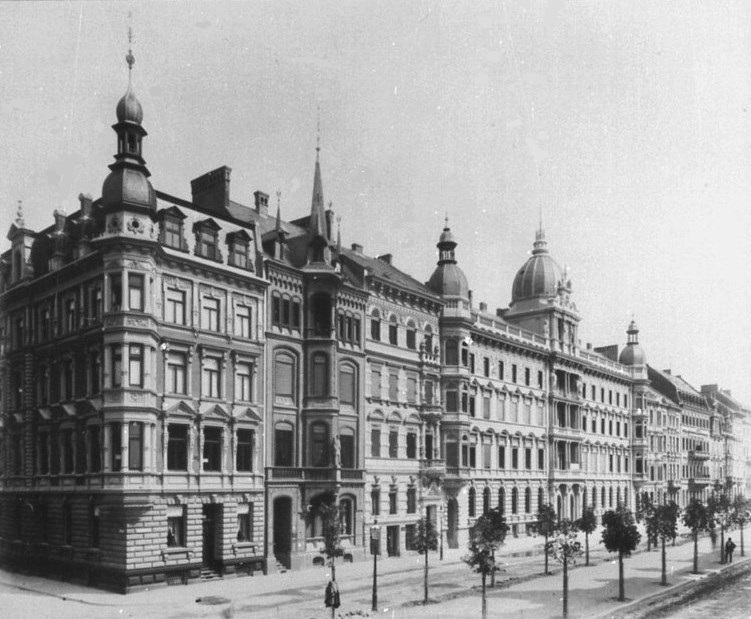
Hohenstaufenring, Ostseite (um 1886)
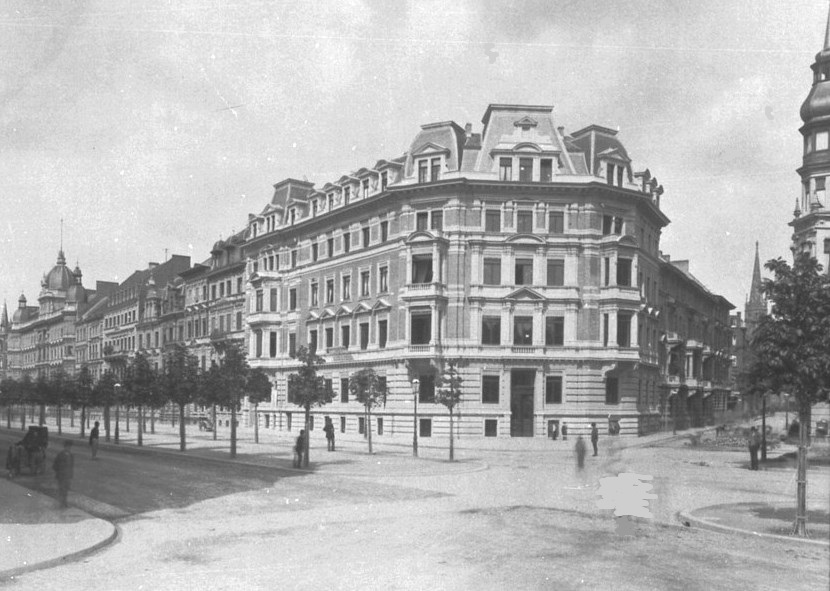
Hohenstaufenring – Jahnstraße vom Zülpicher Platz (um 1890)
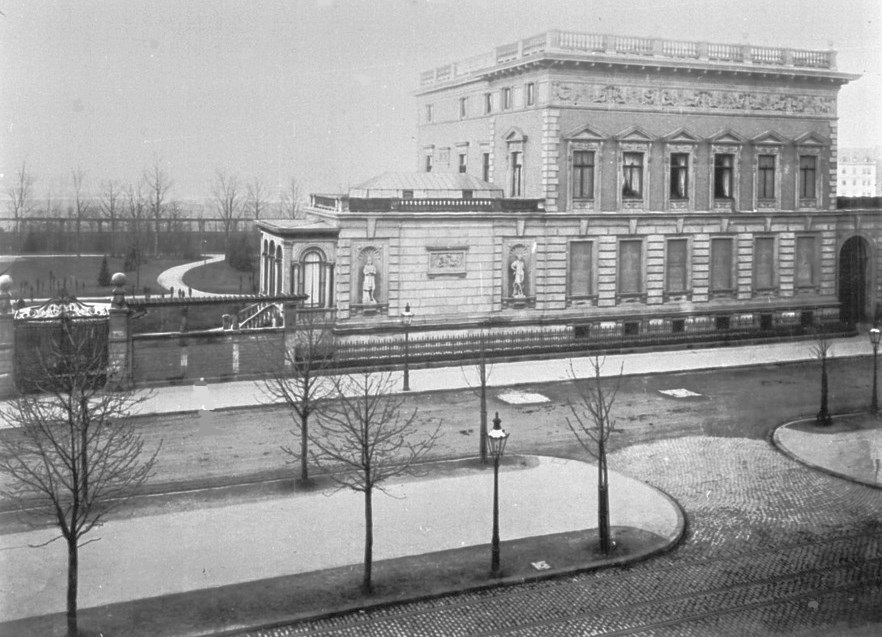
Hohenstaufenring 57, Palais Oelbermann (um 1895)
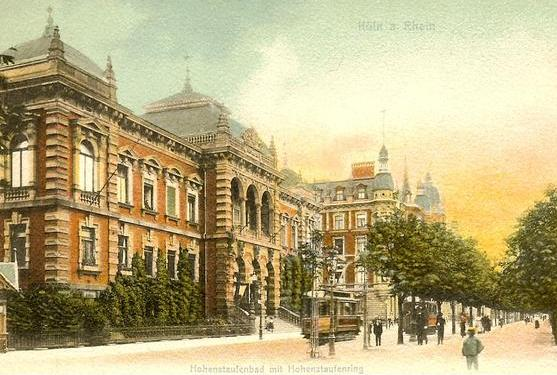
Hohenstaufenring 62, Hohenstaufenbad (1910)

Der am 25. Mai 1882 benannte Hohenstaufenring verläuft über den kleinen Zülpicher Platz bis zur Schaafenstraße, an deren Ende sich bis zum Jahr 1882 das Schaafentor befand. An seiner Ostseite befand sich das von Alfred Müller-Grah entworfene und nach diesem Ringabschnitt benannte Hohenstaufenbad in Nr. 62, das am 1. Juli 1885 feierlich eröffnet wurde. Architekt Hermann Otto Pflaume errichtete für die Familie Emil Oelbermann 1889/90 ein Palais am Kölner Hohenstaufenring 57. Familie Oelbermann besaß ganze Häuserreihen auf dem Hohenstaufenring, und zwar die Nrn. 30, 32, 48, 50, 52 und 54.

### Zülpicher Platz

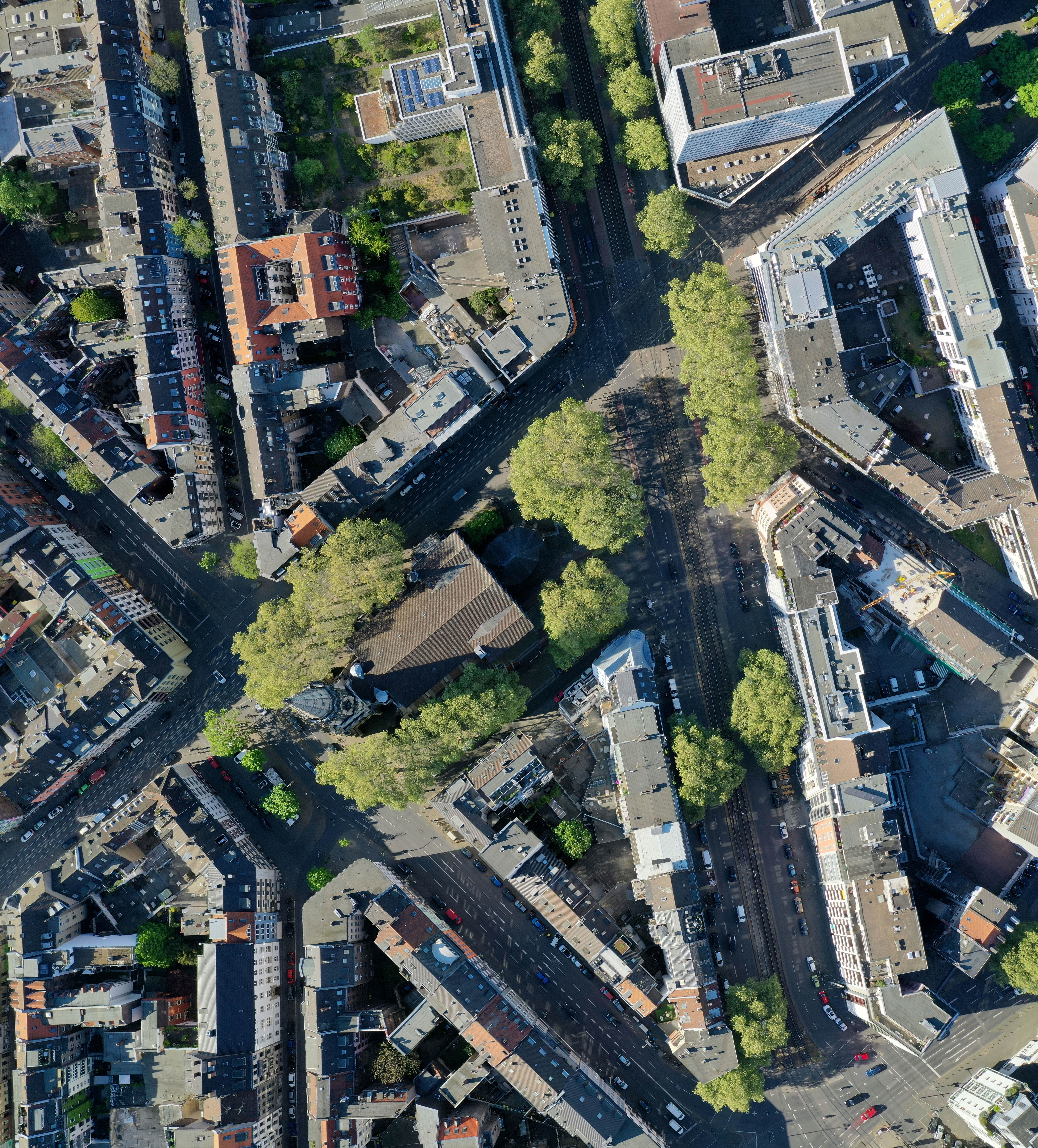
Der Zülpicher Platz von oben (2020)

Die Benennung des Zülpicher Platzes am 4. Juli 1887 erfolgte ohne nähere Begründung durch die Stadtverordneten-Versammlung, doch wird das Motiv die bereits 1883 benannte, nahe gelegene Zülpicher Straße gewesen sein. Südwestlich am Zülpicher Platz, an der Ecke der Zülpicher und Ring-Straße wurde im Jahr 1893 der Grundstein zum Bau der Herz-Jesu-Kirche gelegt. Der einzige Kirchenbau direkt an den Ringen wurde nach Plänen des Architekten Friedrich von Schmidt, einem Schüler Zwirners entworfen. Da Schmidt bereits 1891 verstorben war, wurde der Bau unter der Leitung seines Sohnes Heinrich von Schmidt errichtet und im Herbst 1895 eingeweiht. Der Turm der Kirche entstand zwischen den Jahren 1906 und 1909.
Die Kirche wurde im Zweiten Weltkrieg erheblich beschädigt, lediglich der Turm blieb weitgehend erhalten. Dieser und Reste des Kirchenschiffes wurden in den Jahren 1953 bis 1957 in einen Neubau integriert.

### Habsburgerring

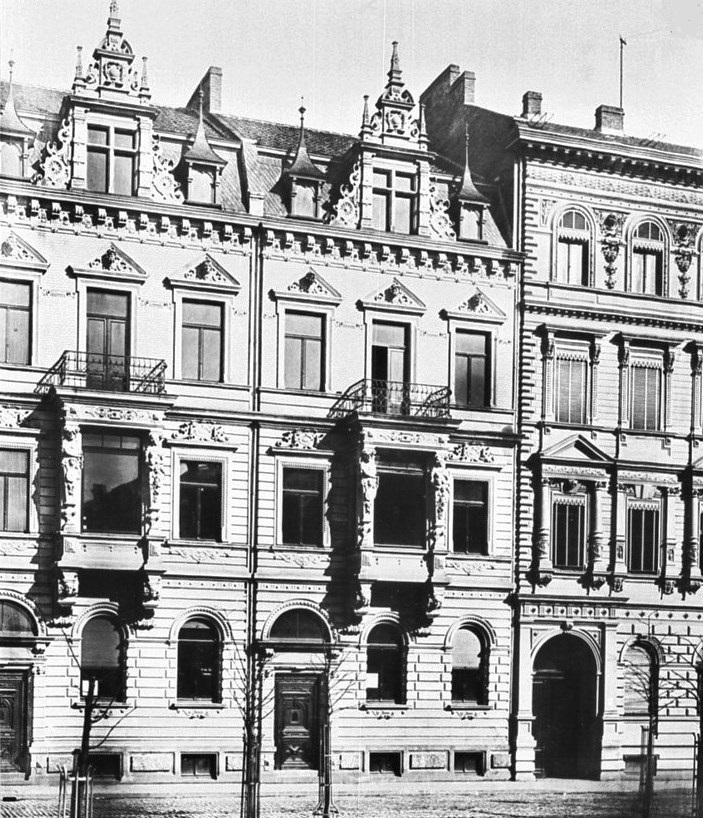
Habsburgerring 10–14 (um 1888)
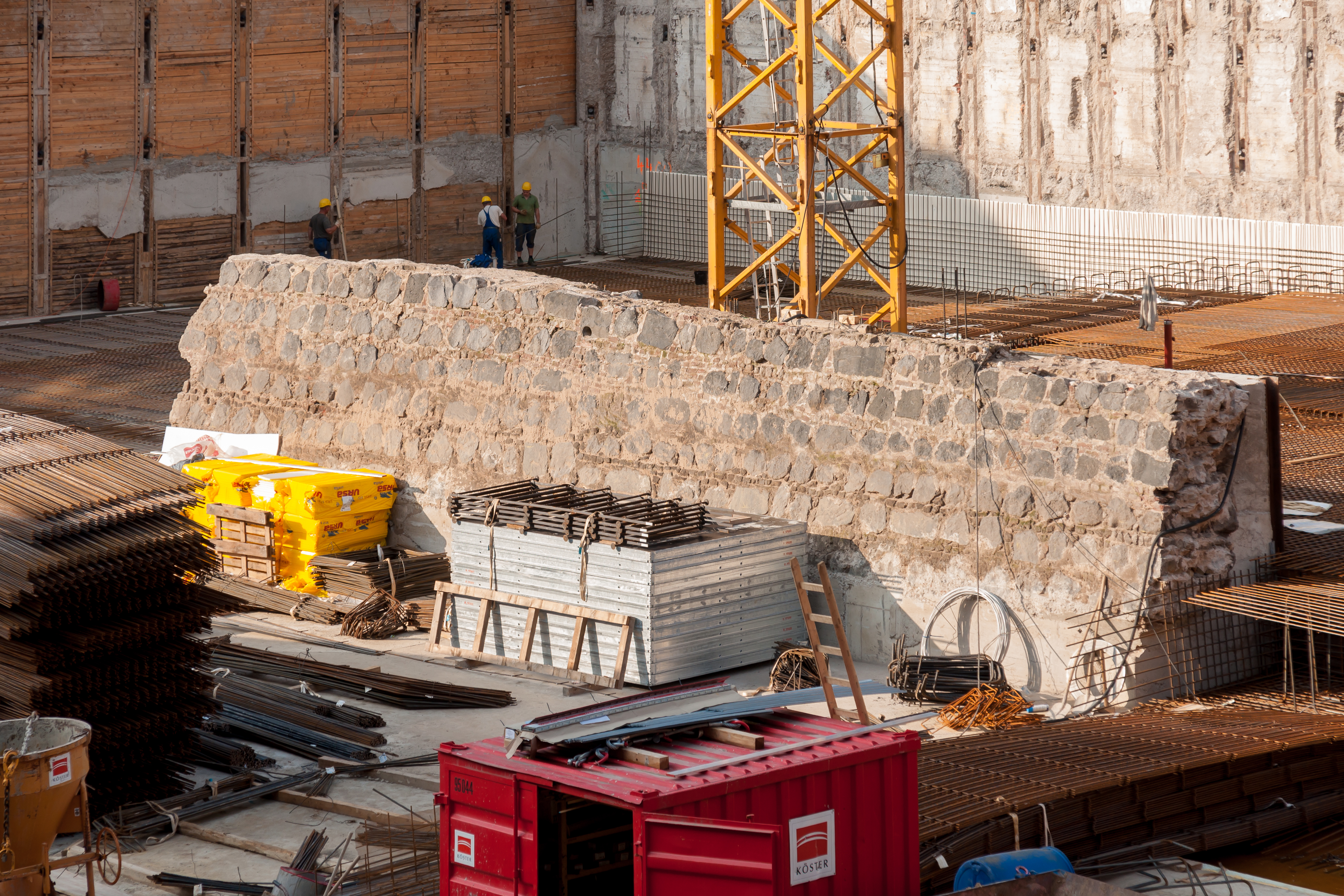
Habsburgerring 2, Ausgrabung der Stadtmauer (September 2009)
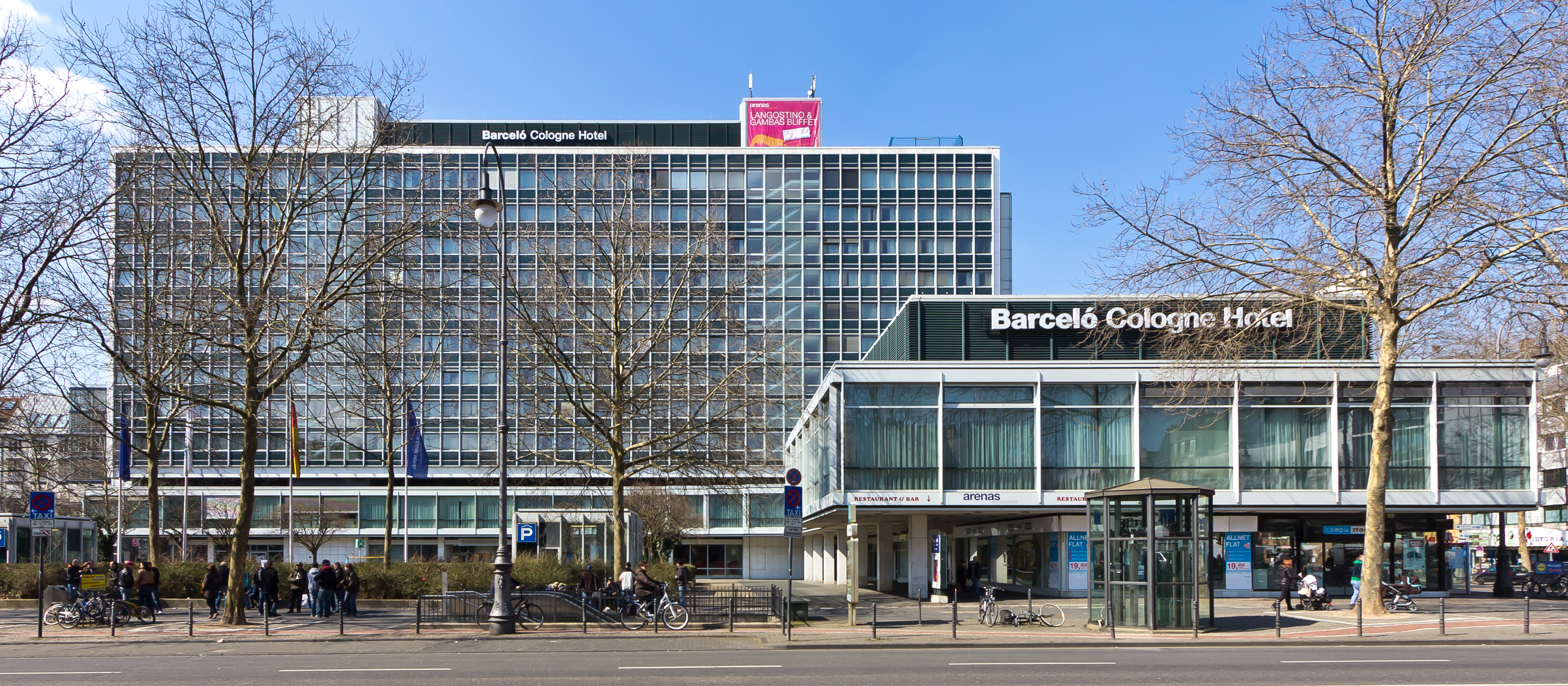
Habsburgerring 9–13, Hotel Barceló Cologne (April 2013)
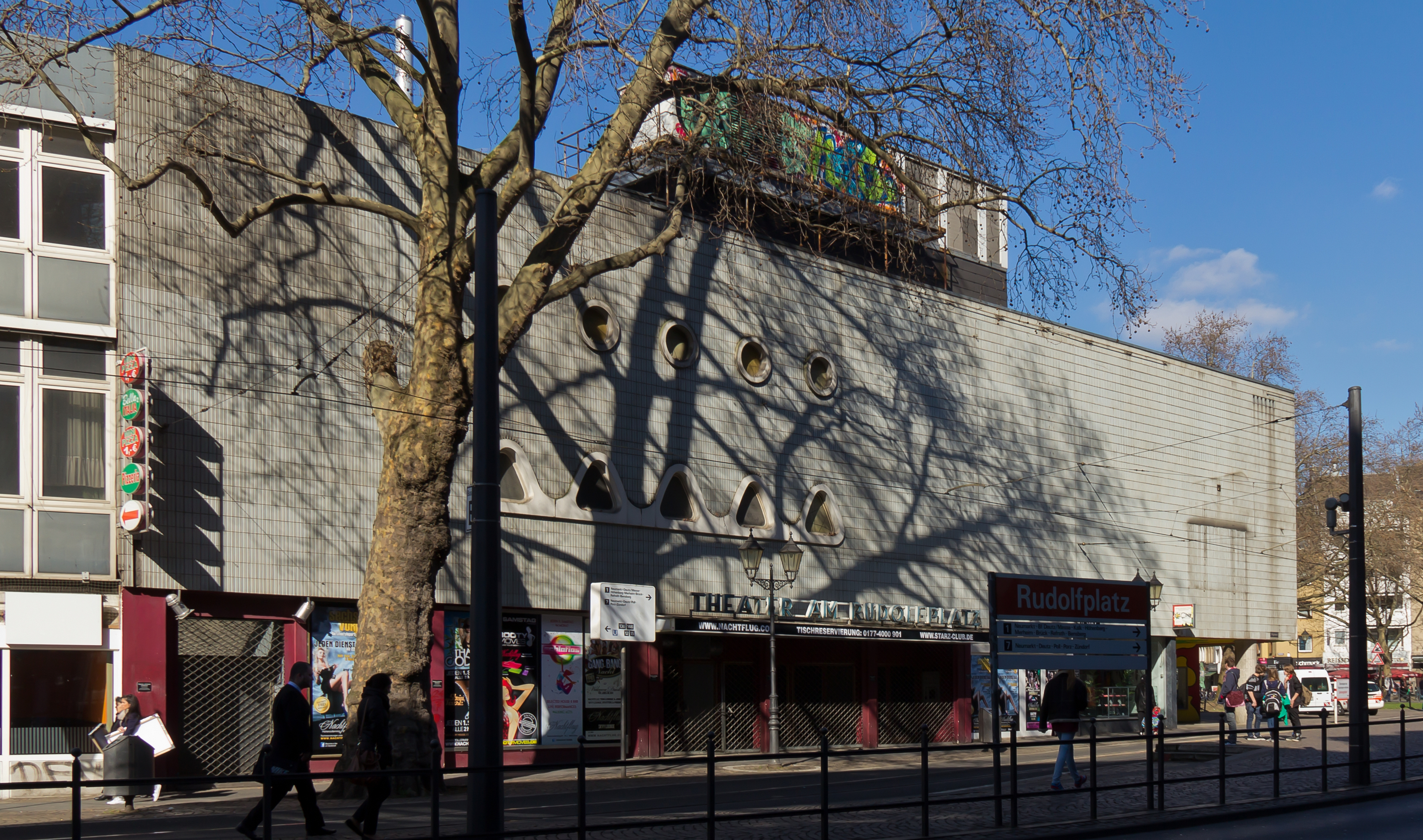
Habsburgerring 18–20, Büro- und Geschäftshaus mit Kino (März 2012)

Wie die meisten Teilstücke der Ringstrecke erhielt der Habsburgerring seinen Namen am 10. Mai 1883. Der Habsburgerring, das kürzeste Teilstück, führt bis zum Rudolfplatz. Seine längere Ostseite wurde nach dem Zweiten Weltkrieg durch den Durchbruch für die Richard-Wagner-Straße zur Hahnenstraße durchtrennt und auch im Rückraum durch teilweise Aufhebung des Mauritiuswalls überformt. Am 6. März 1952 erfolgte die Grundsteinlegung für das neue eigene Hauptstellengebäude der Sparkasse KölnBonn am Habsburgerring 2–12, dessen Eröffnung am 25. November 1953 stattfand. Der von Theodor Kelter geplante Bau blieb bis 1992 die Adresse der Sparkasse, deren Haupteingang nunmehr in der benachbarten Hahnenstraße 57 liegt. Im Gebäude befand sich auch die Verwaltung der Alwegbahn. Beim Abriss des alten Sparkassengebäudes fand man im August 2009 einen Rest der alten Stadtmauer. Am Habsburgerring 18–20 befand sich das ebenfalls von Theodor Kelter mit 900 Plätzen errichtete Theater am Rudolfplatz, das am 7. Juli 1956 eröffnete. Es wurde am 17. Juli 1995 geschlossen, danach wurde es ab Januar 1999 bis Dezember 1999 für die Fernsehproduktion tv total genutzt. Der Gebäudekomplex wurde 2017 abgerissen und wird durch Büro- und Geschäftsbauten ersetzt, die 2021 und 2022 eröffnen sollen[veraltet]. Genau gegenüber in Nrn. 9–13 stand die Kölner Oper, die mit ihren 1800 Sitzplätzen bei ihrer Eröffnung am 6. September 1902 zu den größten Theatern Deutschlands zählte. Sie wurde bei einem Bombentreffer im August 1943 schwer zerstört und die Ruine 1958 zugunsten eines Neubaus an andrer Stelle abgerissen. Zwischen März 1959 und September 1962 errichtete wiederum Theodor Kelter den Bau eines Verwaltungsgebäudes für die Provinzial Rheinland, in das auch das Bundesverwaltungsamt und die Deutsche Investitions- und Entwicklungsgesellschaft jeweils nach ihrer Gründung als Mieter einzogen. Das Verwaltungsgebäude wurde zwischen 1985 und 1988 zum Hotel umgebaut und wird nach mehreren Besitzerwechseln (u. a. Holiday Inn und Barceló) heute von der Steigenberger Hotel Group genutzt.

### Rudolfplatz

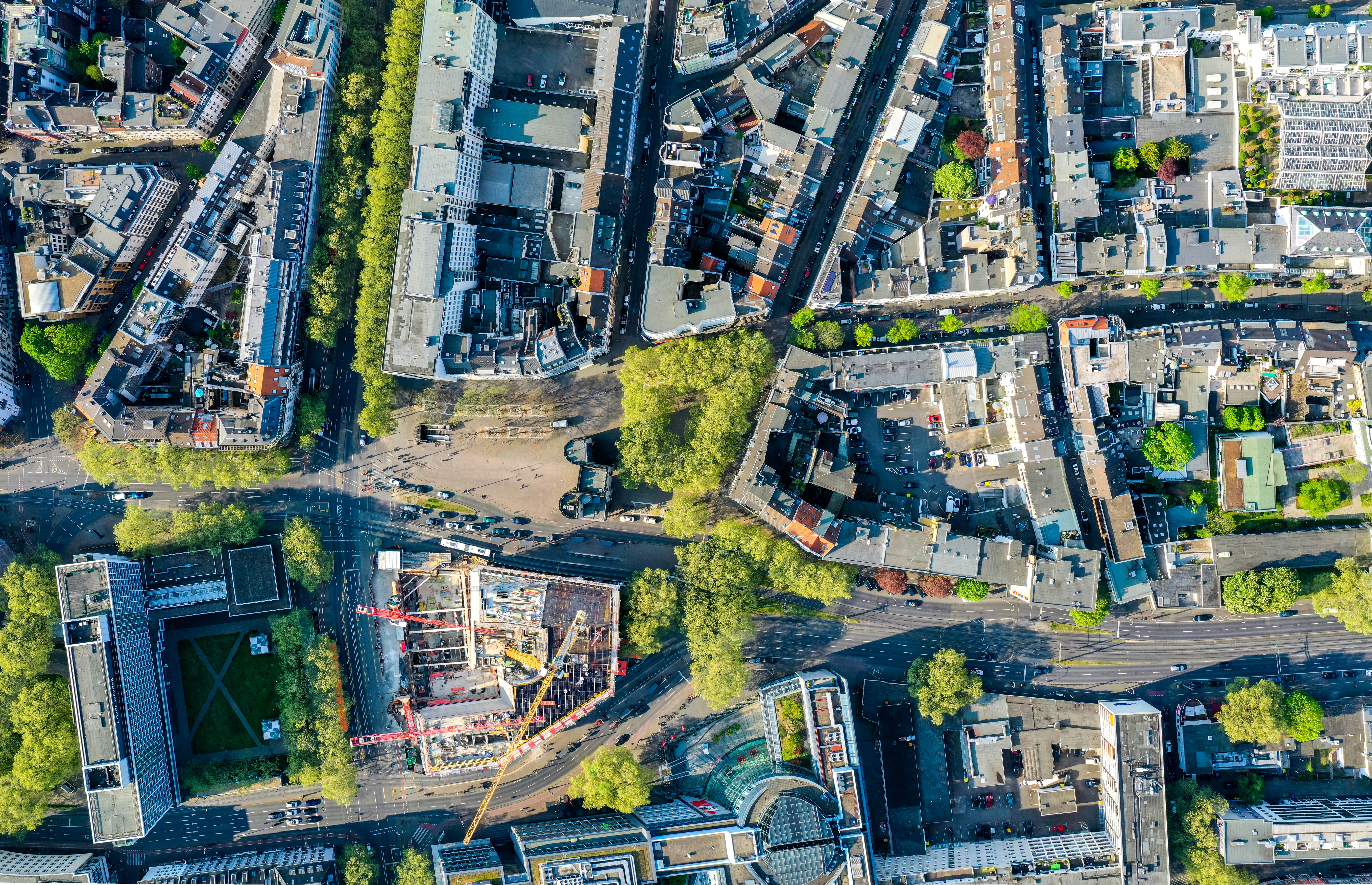
Der Rudolfplatz im April 2020 – Drohnenaufnahme aus 250 m Höhe

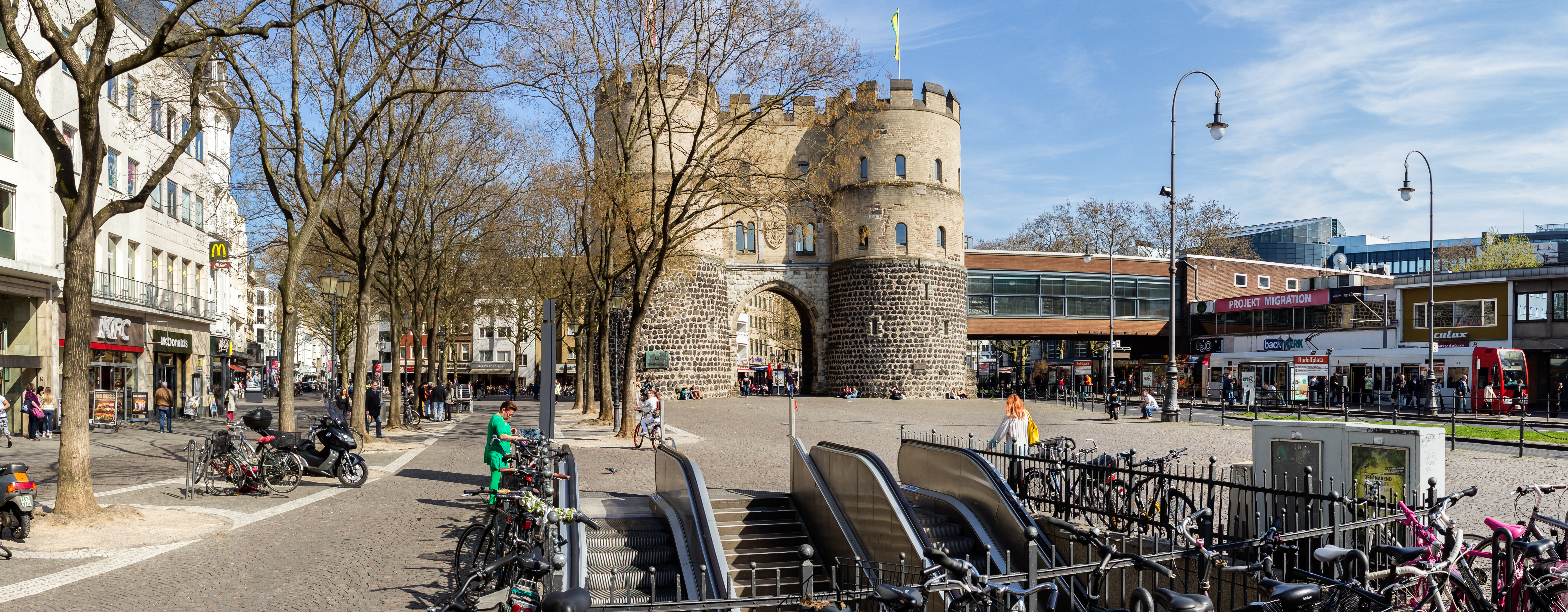
Rudolfplatz mit Hahnentor, 2016
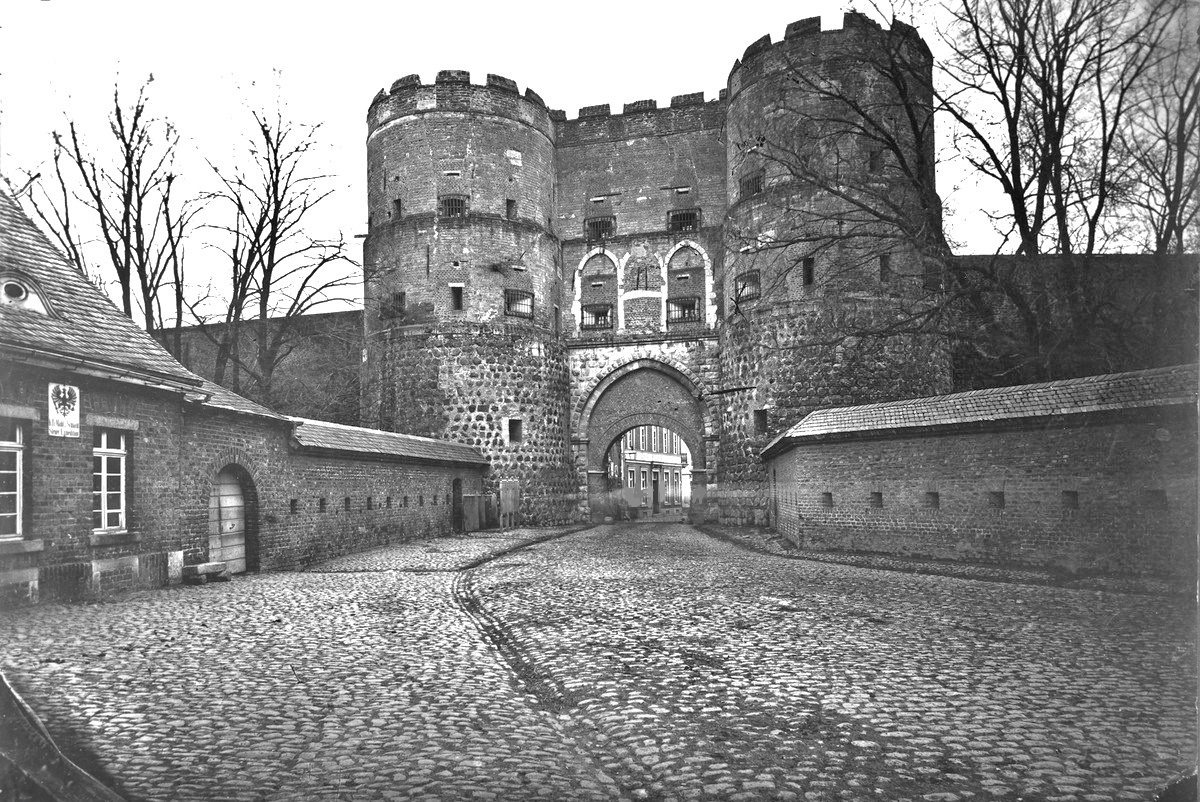
Rudolfplatz – Hahnentor, Feldseite vor Abbruch der Stadtmauer (1880)
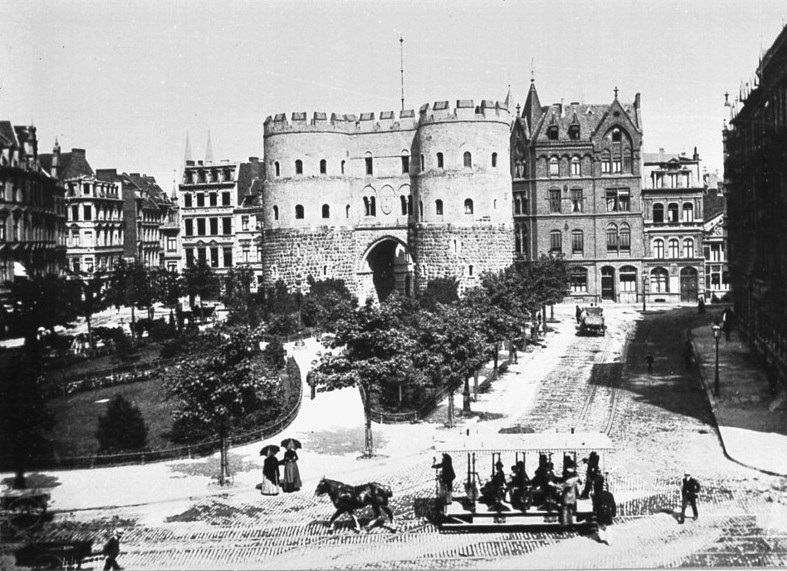
Rudolfplatz – Hahnentor, Pferdebahn (um 1890)
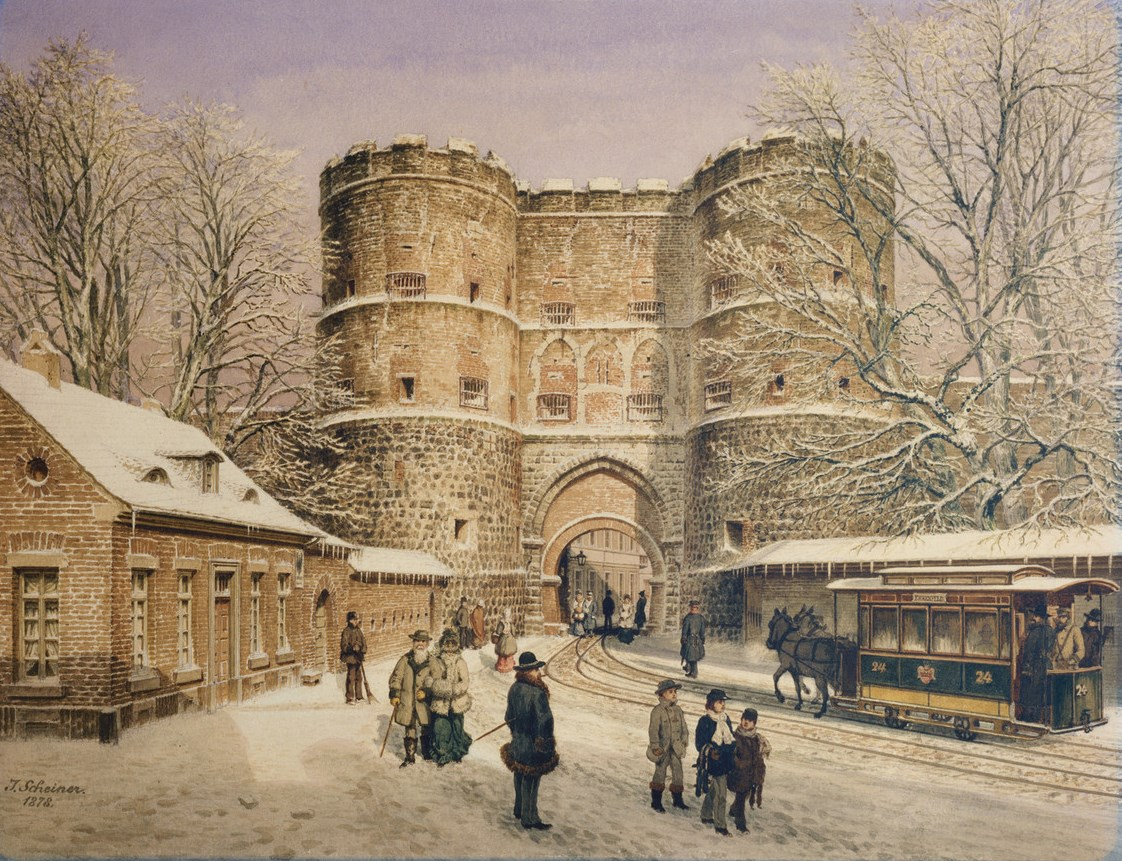
Rudolfplatz – Hahnentor im Schnee (Gemälde von Jakob Schreiner) Feldseite (mit Pferdebahn), aquarelliert, 1878
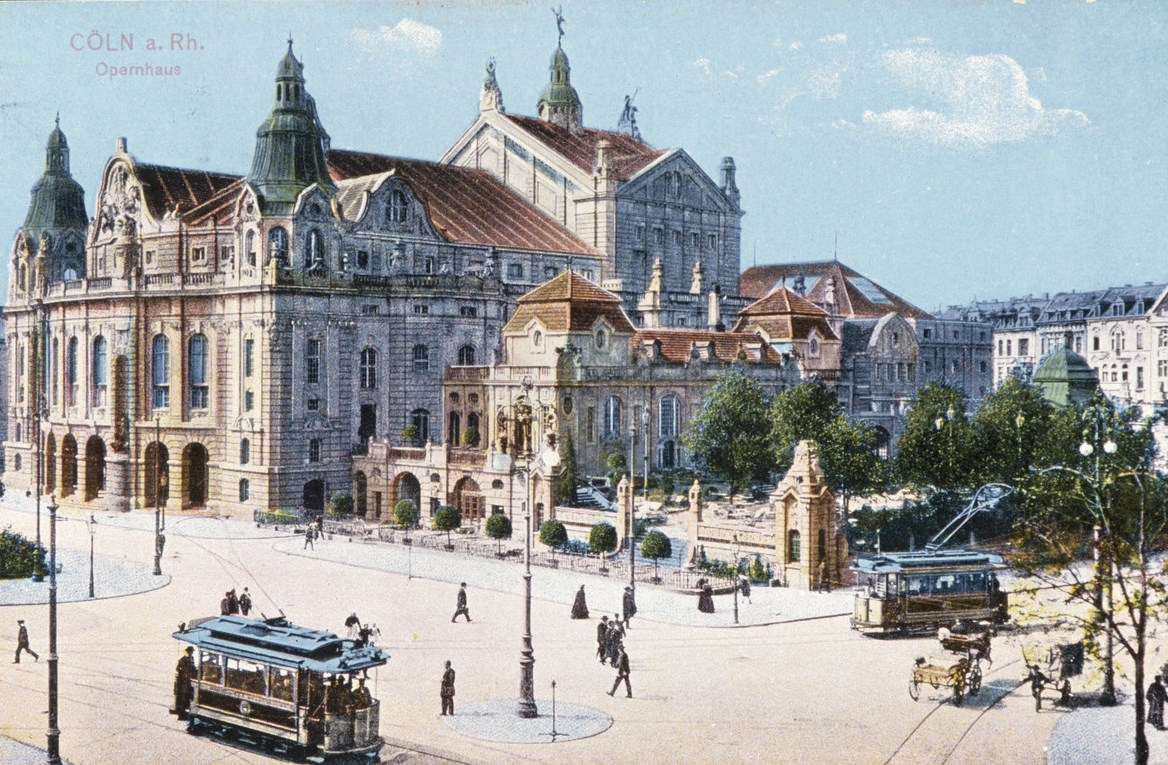
Rudolfplatz, Opernhaus (Postkarte, koloriert, um 1910)

Rudolf von Habsburg war der bedeutendste Habsburger. Er ist der Namenspatron dieses Platzes, der von der Hahnentorburg, eine der mittelalterlichen Torburgen Kölns, geprägt wird. Durch dieses Tor betraten die frisch in Aachen gekrönten Kaiser über die Aachener Straße die Stadt. Der Rudolfplatz hieß seit dem 4. Mai 1882 Hahnentorplatz, am 20. Dezember 1883 wurde er in Rudolfplatz umbenannt. In der Zeit des Nationalsozialismus hieß er zwischen 1933 und 1945 Schlageterplatz und erhielt am 21. April 1945 seinen vorherigen Namen zurück. In der Nachkriegszeit dominierten zwei Eckhäuser den Rudolfplatz. Es handelt sich um den von Hans Heinz Lüttgen 1935 in Hohenzollernring 1–3 fertiggestellten sechsstöckigen Prinzenhof mit der gekurvten Werksteinfassade und das von Wilhelm Riphahn und Paul Doetsch geplante siebengeschossige Eckhaus Hohenzollernring 2–10, das im September 1953 bezugsfertig wurde. Hier zog die Kaufhalle AG ein, nach deren Auszug das Gebäude 1990 renoviert wurde.

### Hohenzollernring

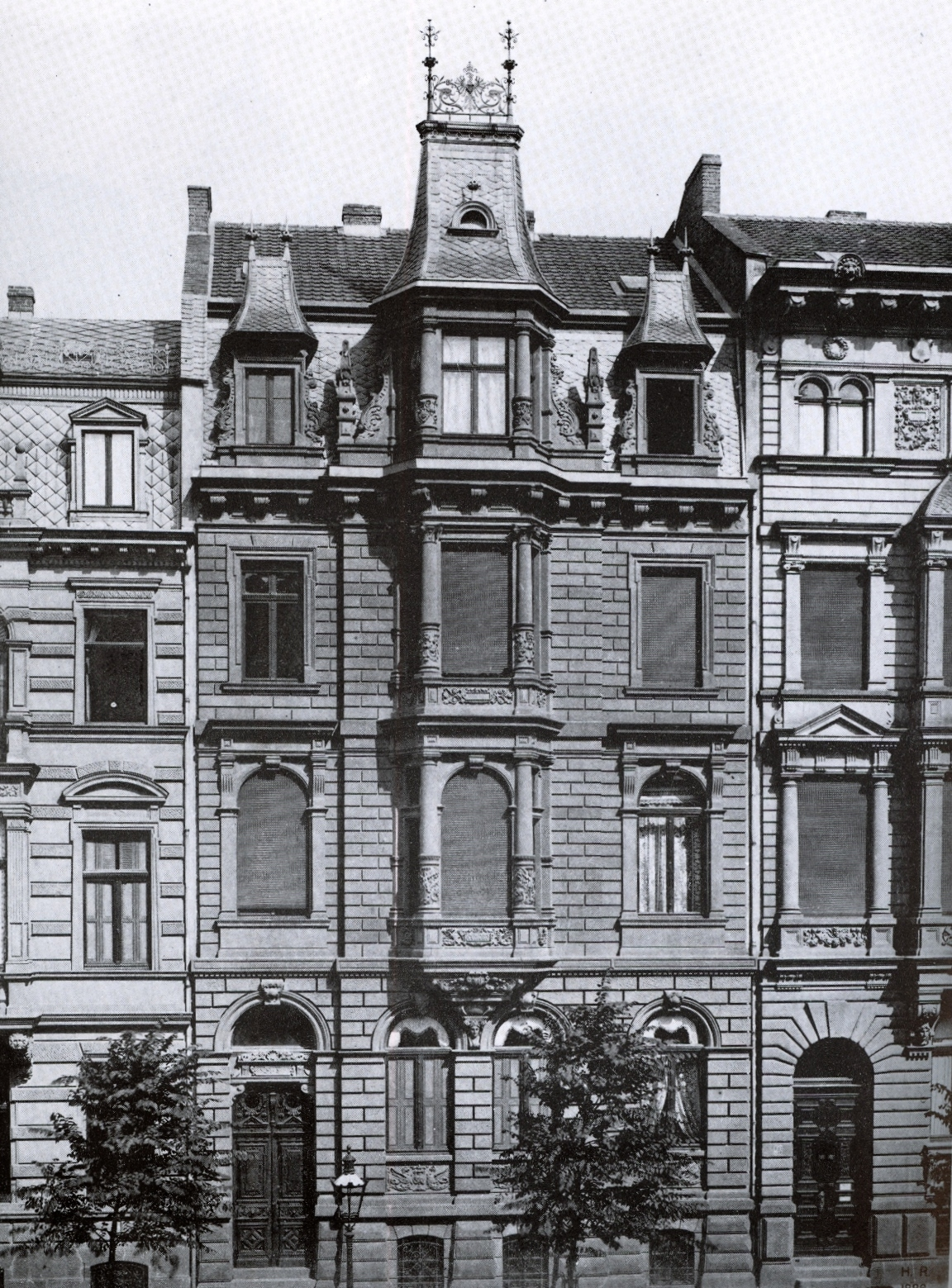
Hohenzollernring 60 (erbaut 1883/1884)
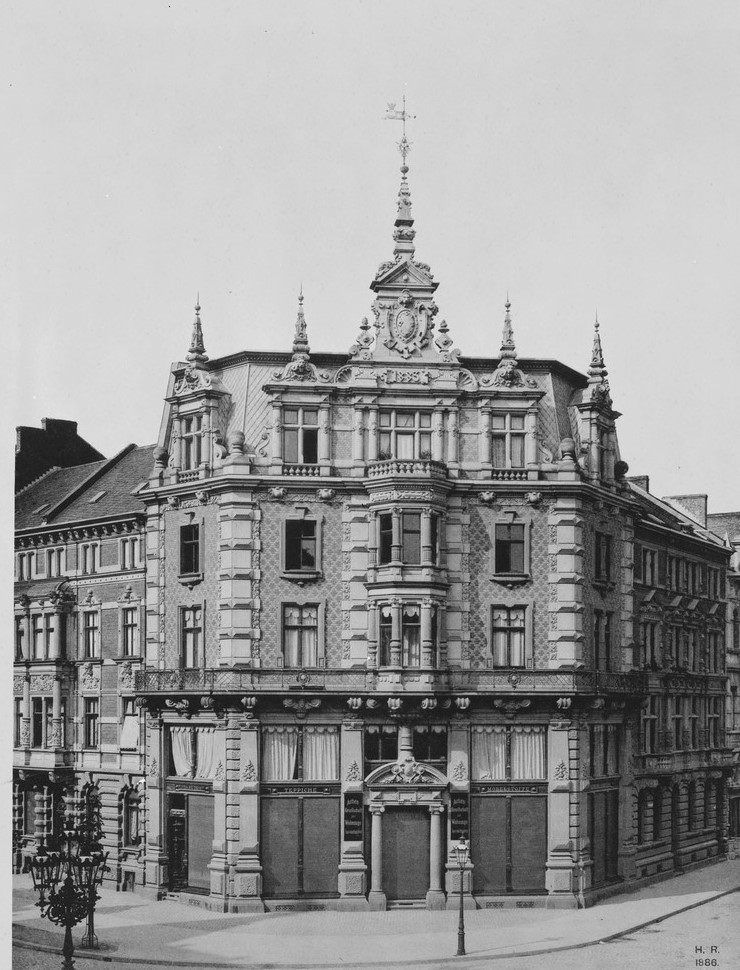
Hohenzollernring 61 (1886); Foto: Hermann Rückwardt
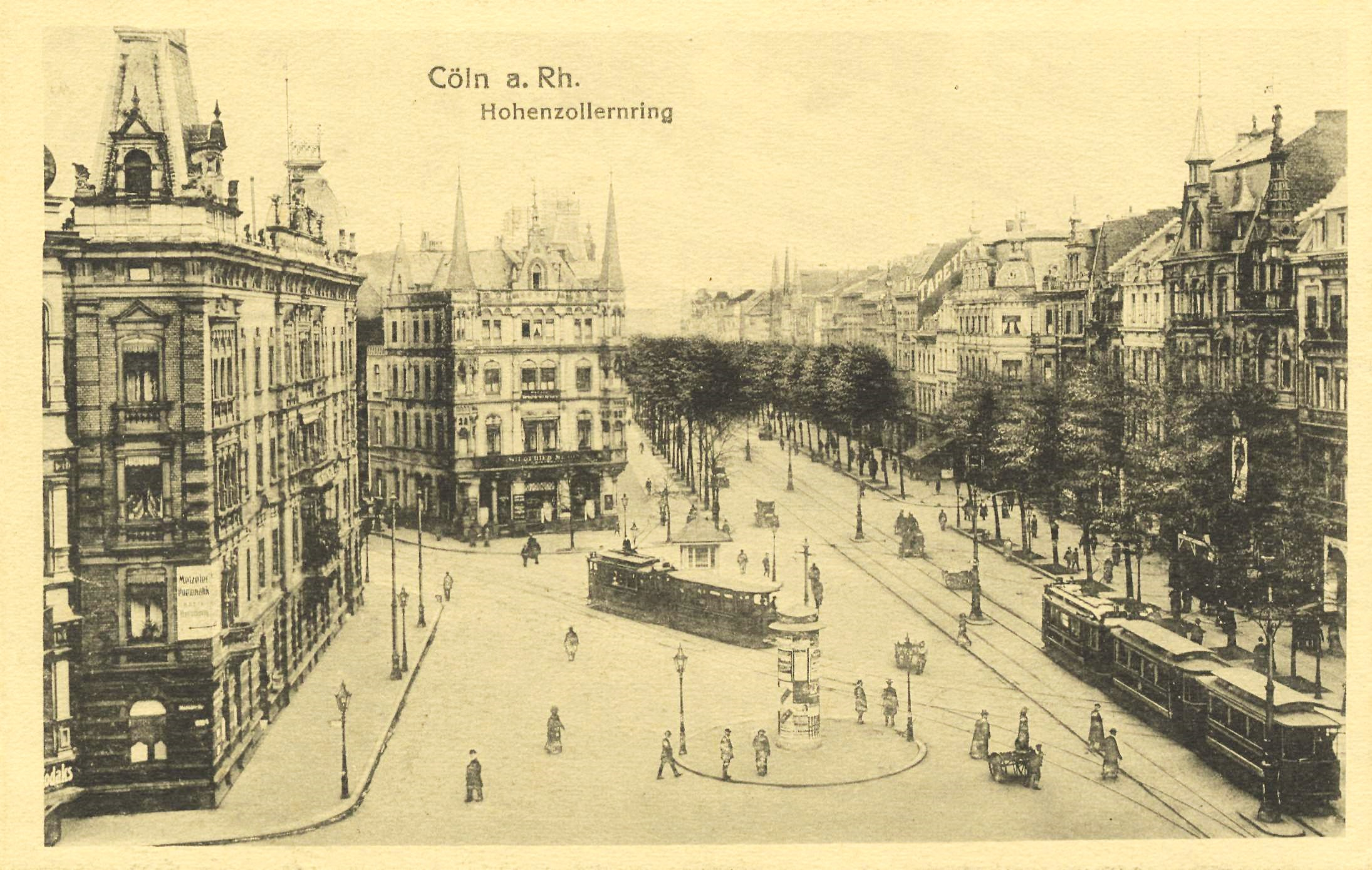
Hohenzollernring (Postkarte um 1900)
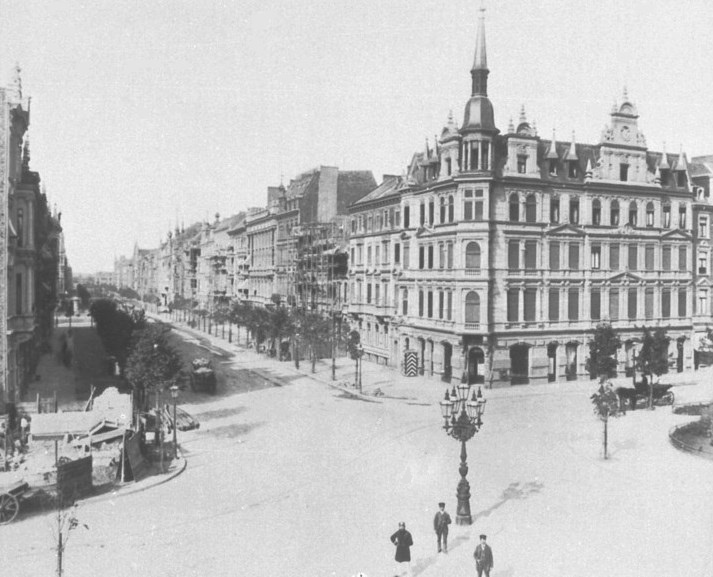
Hohenzollernring Ecke Rudolfplatz (um 1900)
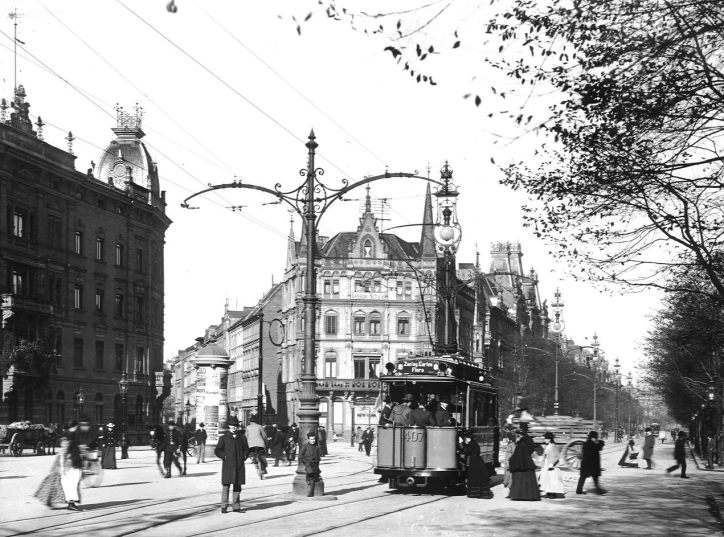
Hohenzollernring Ecke Limburger Straße (um 1902)
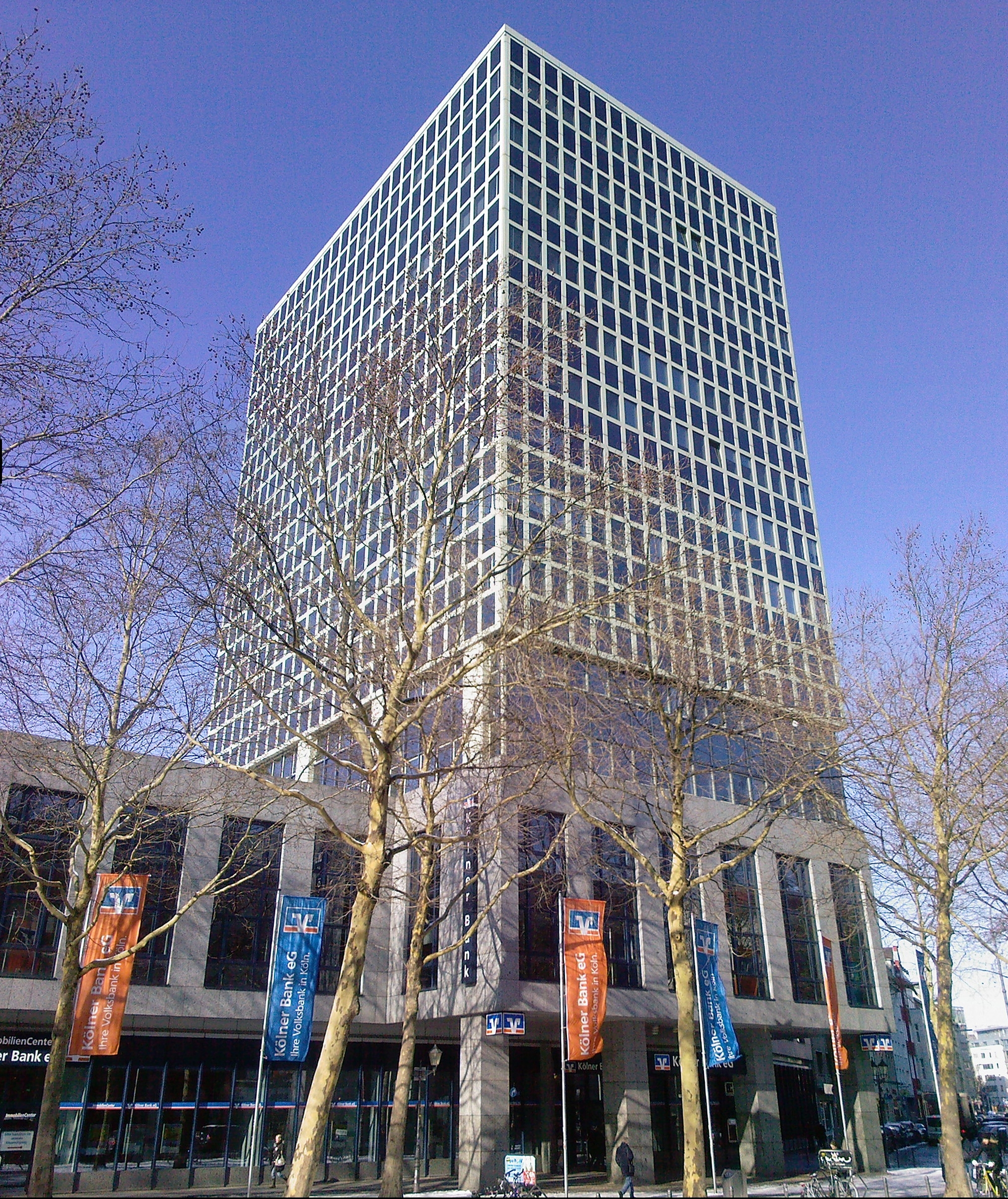
Hohenzollernring 31–35, Hauptverwaltung Kölner Bank (März 2010)

Die Hohenzollern sind das Geschlecht, das die letzten Deutschen Kaiser im Bismarckreich stellte. Der am 4. Mai 1882 benannte Hohenzollernring geht vom Rudolfplatz und der Aachener Straße über den Friesenplatz bis zur Bismarckstraße. Das Haus Hohenzollernring 58, ein Mietshaus des Steuerinspektors Willmeroth, war das erste Haus der Neustadt, bereits am 22. April 1882 wurde der Grundstein gelegt. Das Haus ist nicht erhalten, die Baulücke nutzt ein Drogeriemarkt mit zwei Geschossen. Das daneben stehende Haus Hohenzollernring 56 hatte 1882 der Stadtplaner Stübben für sich errichten lassen. Wegen seiner bescheidenen Ausmaße wurde es von den Kölnern das Haus „Zum gequetschten Baumeister“ genannt. Heute nutzt ein Reformhaus die Parzelle. Erhalten ist auch das Haus Hohenzollernring 53.
Das „Hotel Ringhof“ mit dem „Ring-Café“ an Nr. 25 erwarb im Jahr 1929 die Firma Stollwerck und veräußerte das Eckhaus bereits im April 1956. An seiner Stelle errichtete der Architekt Hans Schilling für den VW-Händler Jacob Fleischhauer das 1963 bezogene spektakuläre Geschäfts- und Wohnhaus mit trapezförmigem Grundriss und weit auskragender Dachplatte, die auf den Grundriss formal Bezug nimmt. Im Oktober 1970 zog die Kölner Niederlassung der IBM Deutschland in das nach ihr benannte, neu errichtete 13-stöckige IBM-Hochhaus in Nr. 31–35, das im April 1991 die Kölner Bank als ihren Hauptsitz übernahm.
Im Bereich des Hohenzollernrings befanden sich mehrere traditionelle Kinos. In Nr. 79–81 war das nach Plänen von Jacob Koerfer errichtete Capitol, das mit 2035 Plätzen am 21. Februar 1929 eröffnete. Der Nachfolgebau wurde am 28. September 1954 mit 1144 Plätzen eröffnet und von Ludwig und Hans Herbert Blatzheim betrieben. Das Kino wurde am 25. September 1995 geschlossen, nach Umbauarbeiten fand hier zwischen Dezember 1995 und August 1998 die Harald-Schmidt-Show mit lediglich noch 700 Plätzen statt, danach ab Dezember 2000 bis Dezember 2003 TV total. Die Räumlichkeit wurde im Dezember 2005 geschlossen, das Gebäude erwarb im Juli 2011 ein Schweizer Family-Office. In Nr. 22–24 gab es den von Wilhelm Riphahn geplanten und im Oktober 1931 mit 3000 Plätzen als größtes Kino Westdeutschlands eröffneten Ufa-Palast. Die Trümmer des kriegszerstörten Gebäudes wurden im Juni 1954 abgetragen; der vom Düsseldorfer Architekten Johannes Huhn konzipierte Neubau enthielt einen neuen Ufa-Palast, der am 14. Juli 1955 mit 1400 Plätzen durch Taufpatin Caterina Valente eröffnet wurde. Das Kino wurde ab 1977 durch Heinz Riech als Schachtelkino in 13 Säle aufgeteilt (der kleinste hatte 48 Sitze). Im Jahr 2002 gab es eine Modernisierung mit 1226 Plätzen und eine Umbenennung in Filmpalast (CinestarGruppe), der am 30. März 2010 geschlossen wurde.

#### Friesenplatz
Der am 25. Mai 1882 benannte Friesenplatz öffnet sich nördlich des Hohenzollernrings und stellt die Verbindung zur Venloer Straße und Belgischem Viertel her.

### Kaiser-Wilhelm-Ring

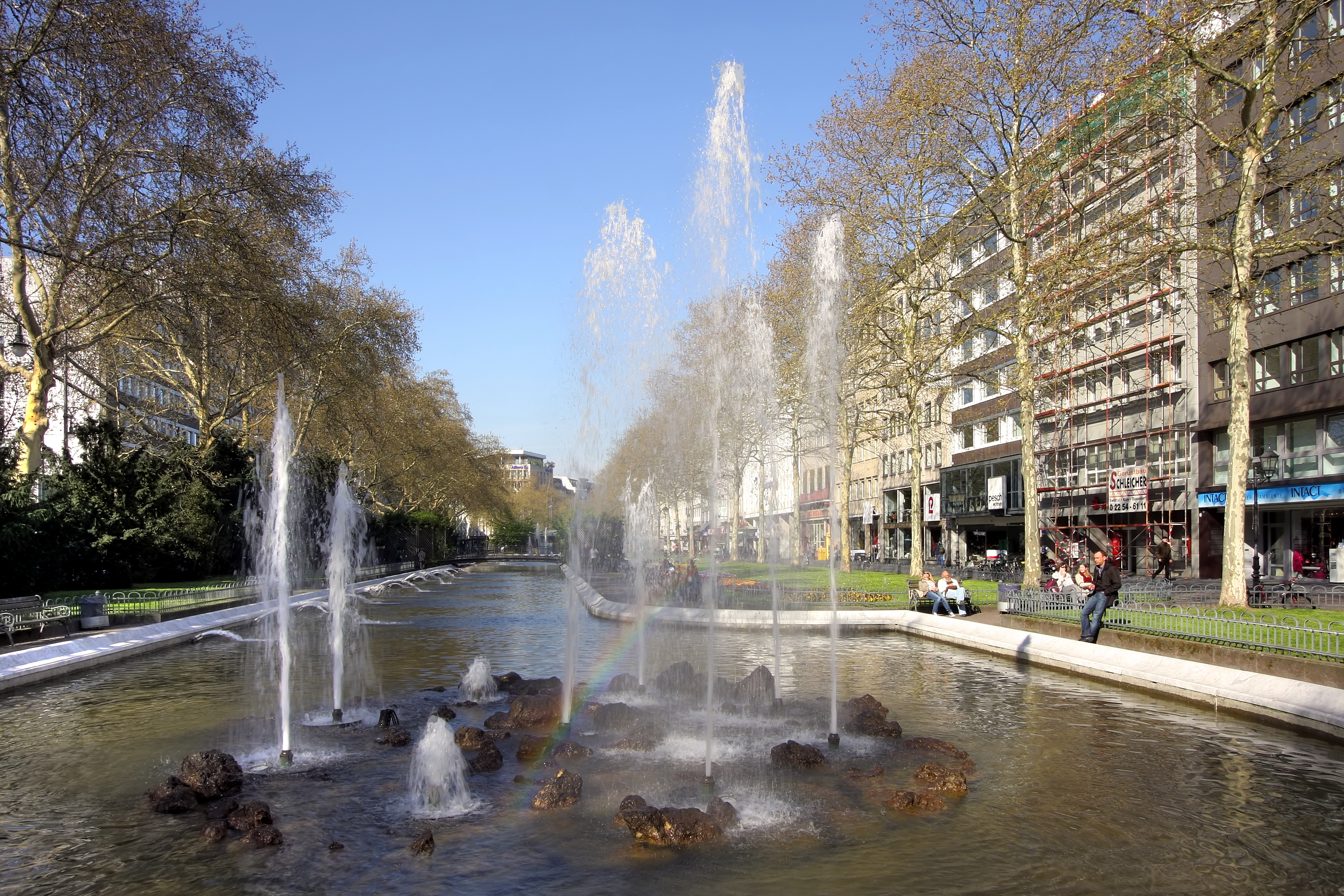
Kaiser-Wilhelm-Ring

Der Kaiser-Wilhelm-Ring, am 4. Mai 1882 nach Wilhelm I. benannt, dem ersten Deutschen Kaiser nach der Bismarckschen Reichseinigung, ist platzartig verbreitert und mit Bäumen und Brunnenanlagen ausgestattet. Dieses Teilstück des Kaiser-Wilhelm-Rings ist mit 114 Metern die breiteste Straße Deutschlands. Die Herwarthstraße, die nach Westen abgeht, lässt einen stadtplanerisch gewollten Durchblick zum Turm der Christuskirche in der Nähe des Stadtgartens zu. Die am Nord-West-Ende diagonal abgehende Hermann-Becker-Straße ist nach dem Oberbürgermeister Hermann Becker benannt, in dessen Zeit die Pläne für die Kölner Neustadt gefasst und deren Realisierung eingeleitet wurde. Zwei historisch wichtige, nicht mehr erhaltene Gebäude lagen auf dem Kaiser-Wilhelm-Ring 32 und Kaiser-Wilhelm-Ring 34.

### Hansaring

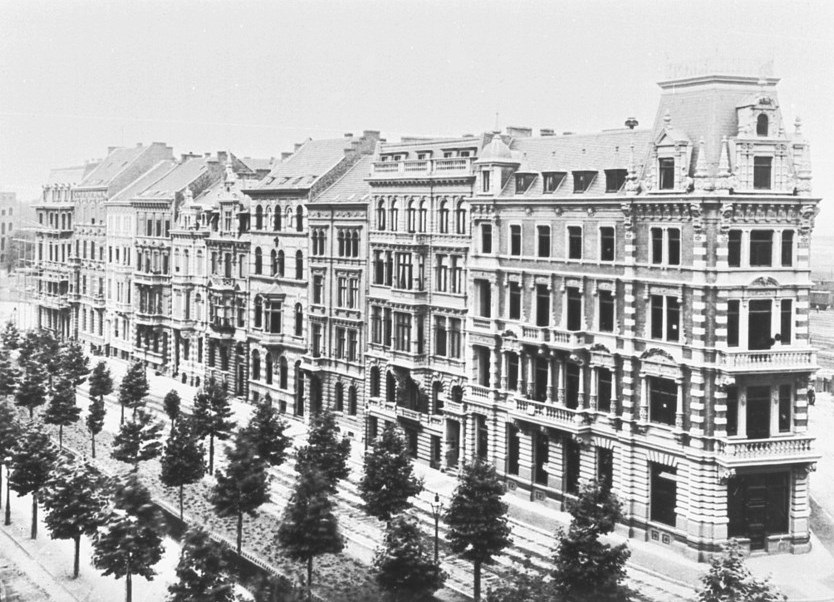
Hansaring, Ostseite (um 1886)

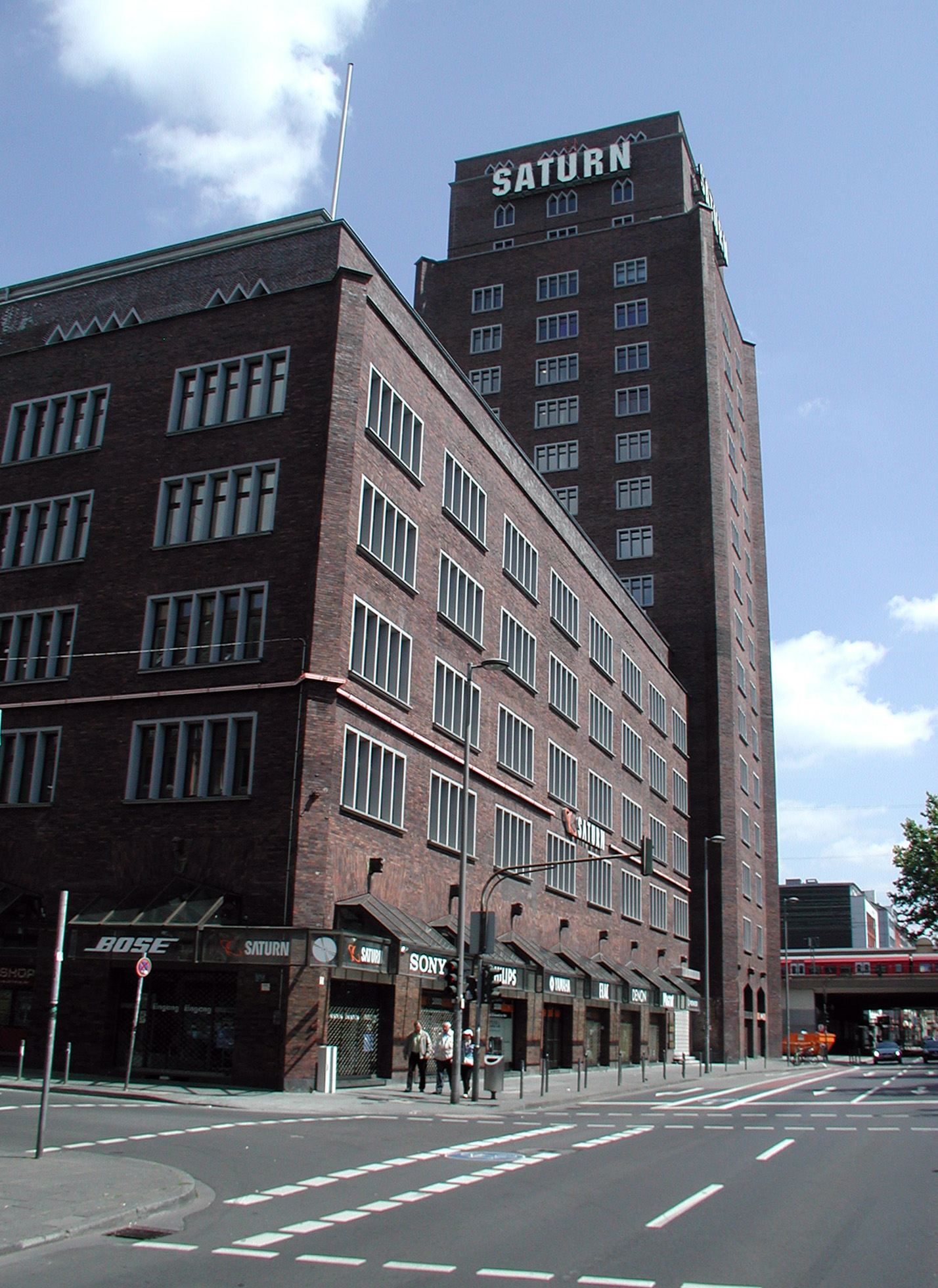
Hansahochhaus, erbaut 1924/1925

Der am 4. Mai 1882 benannte Hansaring führt von hier bis zum Ebertplatz. Er trägt mit seiner Länge auch der Bedeutung Kölns als Hansestadt Rechnung. Es handelte sich um eine Allee-Straße, auf deren Mittelstreifen sich drei Reihen Platanen sowie Fuß- und Reitweg befanden. Seit dem 1 September 1916 bis zum heutigen Tage befindet sich die Hauptverwaltung der Central Krankenversicherung an Nrn. 40–50. An Nr. 56 lag die ehemalige Handelshochschule (1. Mai 1901), in der sich heute das Hansa-Gymnasium befindet. Nördlich hinter dem Hansaring liegt auf dem ehemaligen Gelände des Güterbahnhofs Gereon der Mediapark mit dem neuen Wahrzeichen, dem 148 m hohen Kölnturm.
Kölns erstes Hochhaus, das Hansahochhaus in Nr. 97, stammt aus den Jahren 1924/1925. Östlich schließt sich die nach dem Hansaring benannte S-Bahn-Station an.

#### Hansaplatz
Der Hansaplatz ist eine Grünanlage an der südöstlichen Seite des Hansaringes, die durch einen 113 Meter langen Rest der mittelalterlichen Stadtmauer mit der Gereonsmühle begrenzt wird. An seinem Nordende befanden sich bis zu ihrer Zerstörung im April 1944 während des Zweiten Weltkriegs das Kunstgewerbemuseum, das Museum Schnütgen und das Museum für Ostasiatische Kunst. Seine Verlängerung bilden der Klingelpütz und der Klingelpützpark.

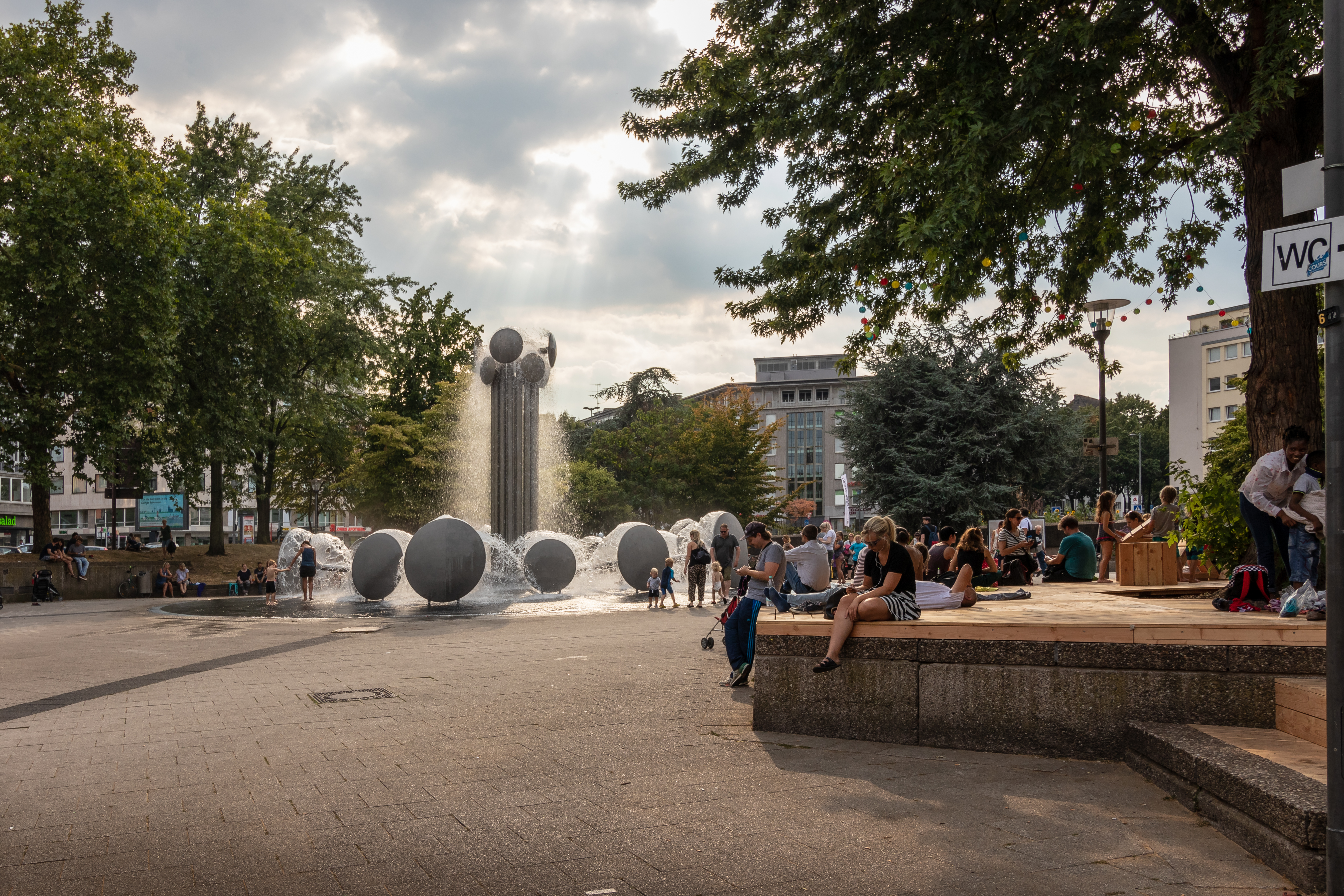
Ebertplatz, Foto von 2018

### Ebertplatz
Der im März 1950 nach dem ersten Reichspräsidenten Friedrich Ebert benannte Platz ist ein langgestreckter Verkehrskreisel, in den so wichtige Straßen wie die Nord-Süd-Fahrt und die Neusser Straße münden. Im Jahr 1974 entstand im Rahmen des Baus des U-Bahnhofs Ebertplatz die derzeitige Platzgestaltung. Es bestehen Pläne, den Platz wieder als solchen erlebbar zu gestalten.

### Theodor-Heuss-Ring
Den Abschluss der Kölner Ringe bildet der 1963 nach dem ersten Bundespräsidenten Theodor Heuss benannte letzte Ringteil (früher „Deutscher Ring“).

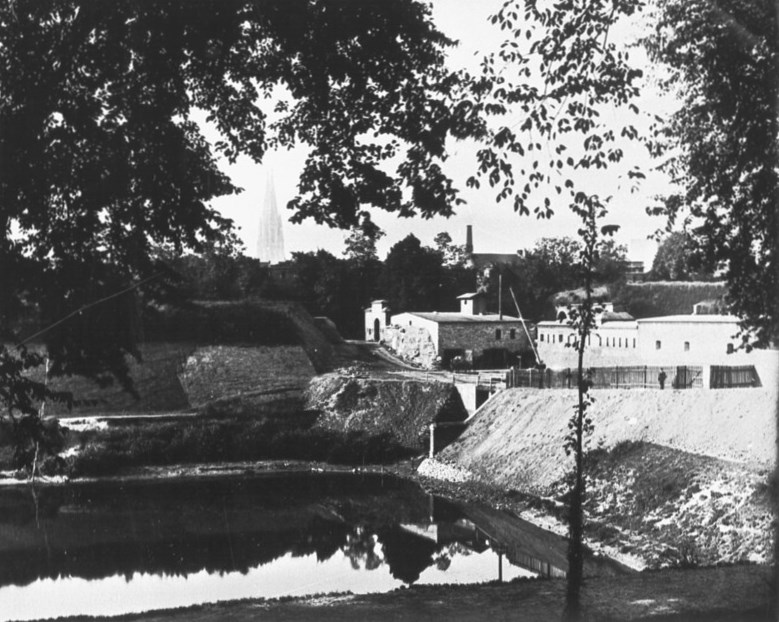
Westseite des Sicherheitshafens etwa in der Mitte des heutigen Ebertplatzes, Foto vom Juli 1885
Neu angelegte Parkanlage „Deutscher Ring“ (heutiger Ebertplatz und Theodor-Heuss-Ring), Foto von 1899
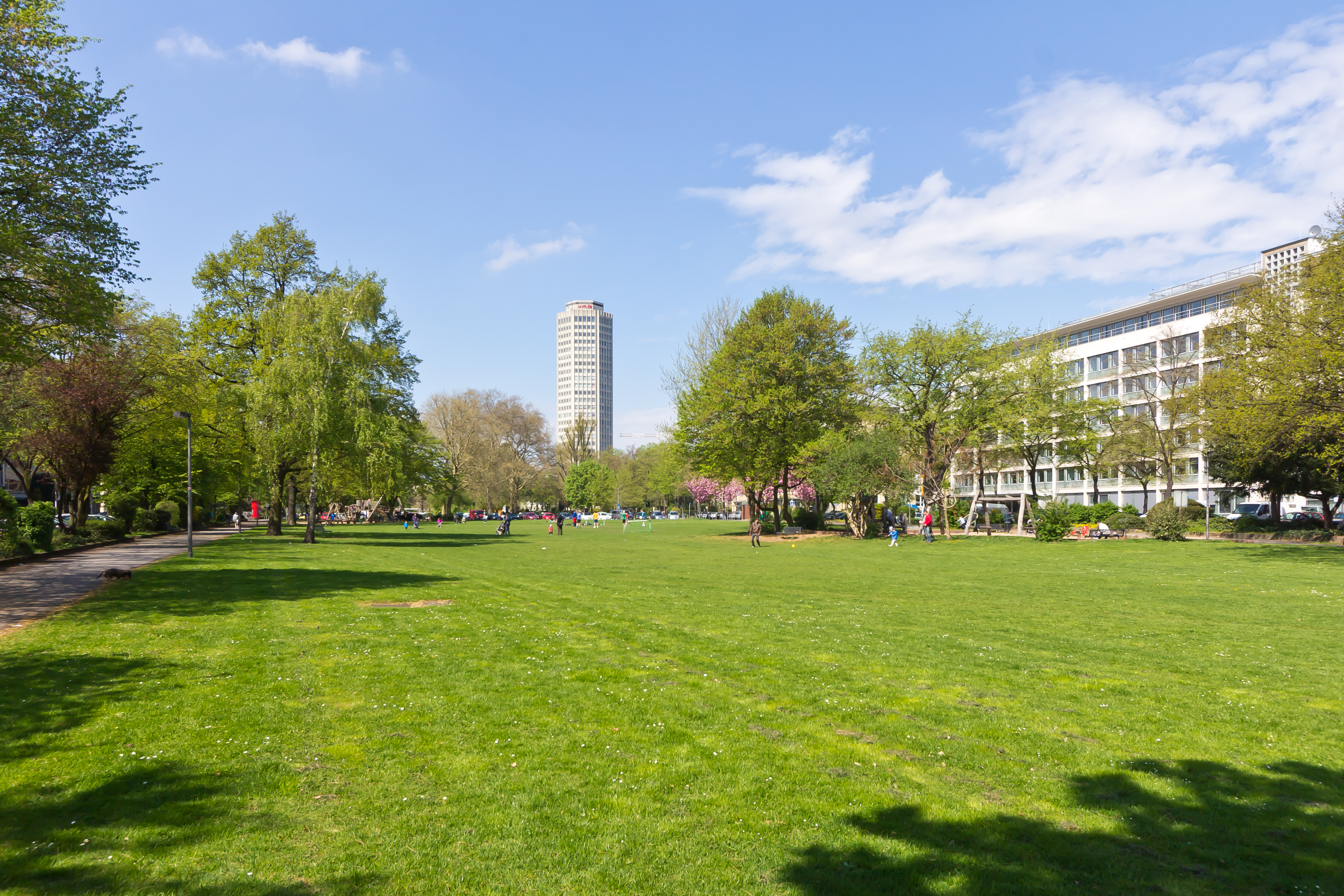
Parkanlage Theodor-Heuss-Ring, Foto von 2013
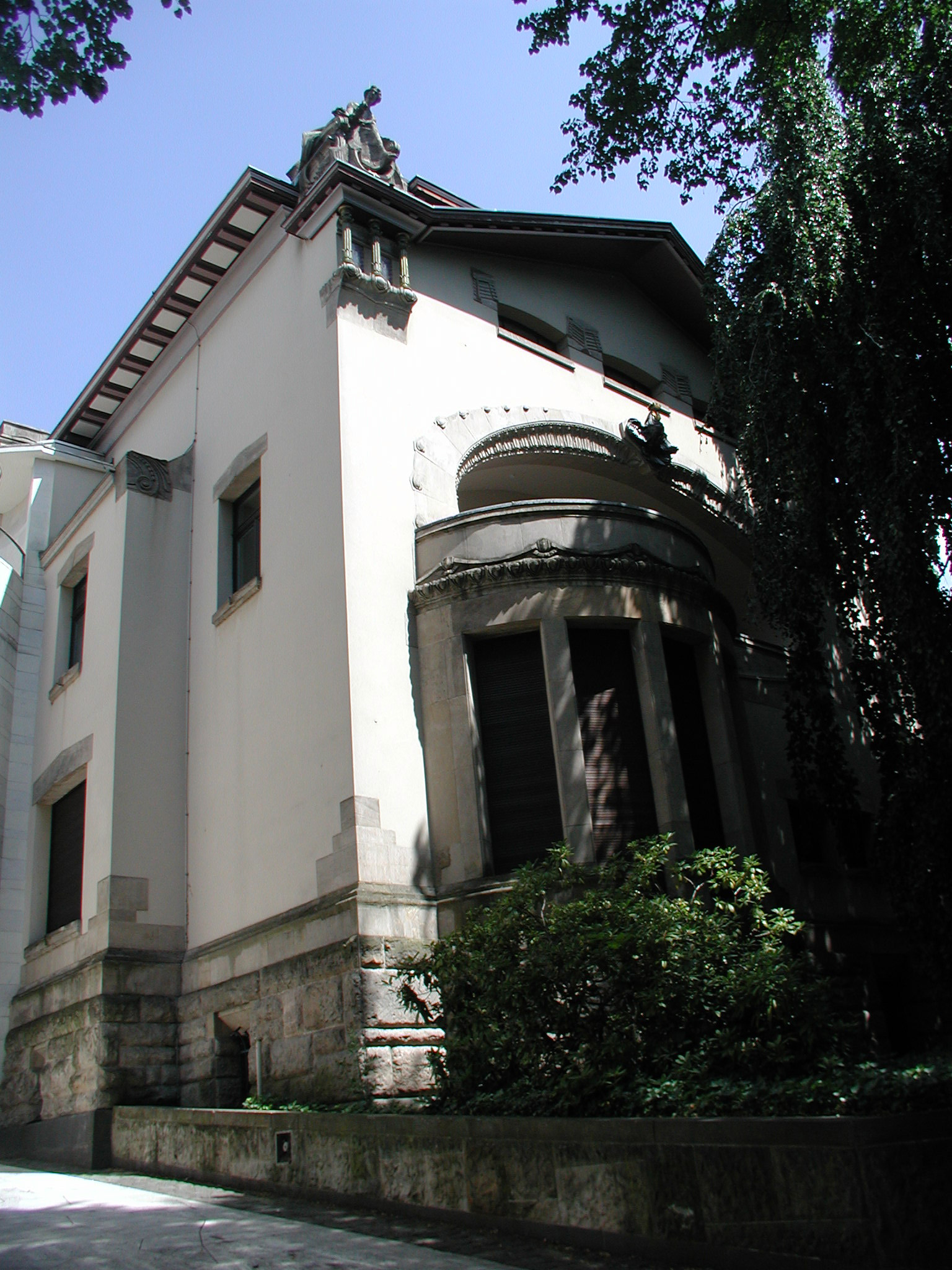
Theodor-Heuss-Ring 9 – Villa Bestgen
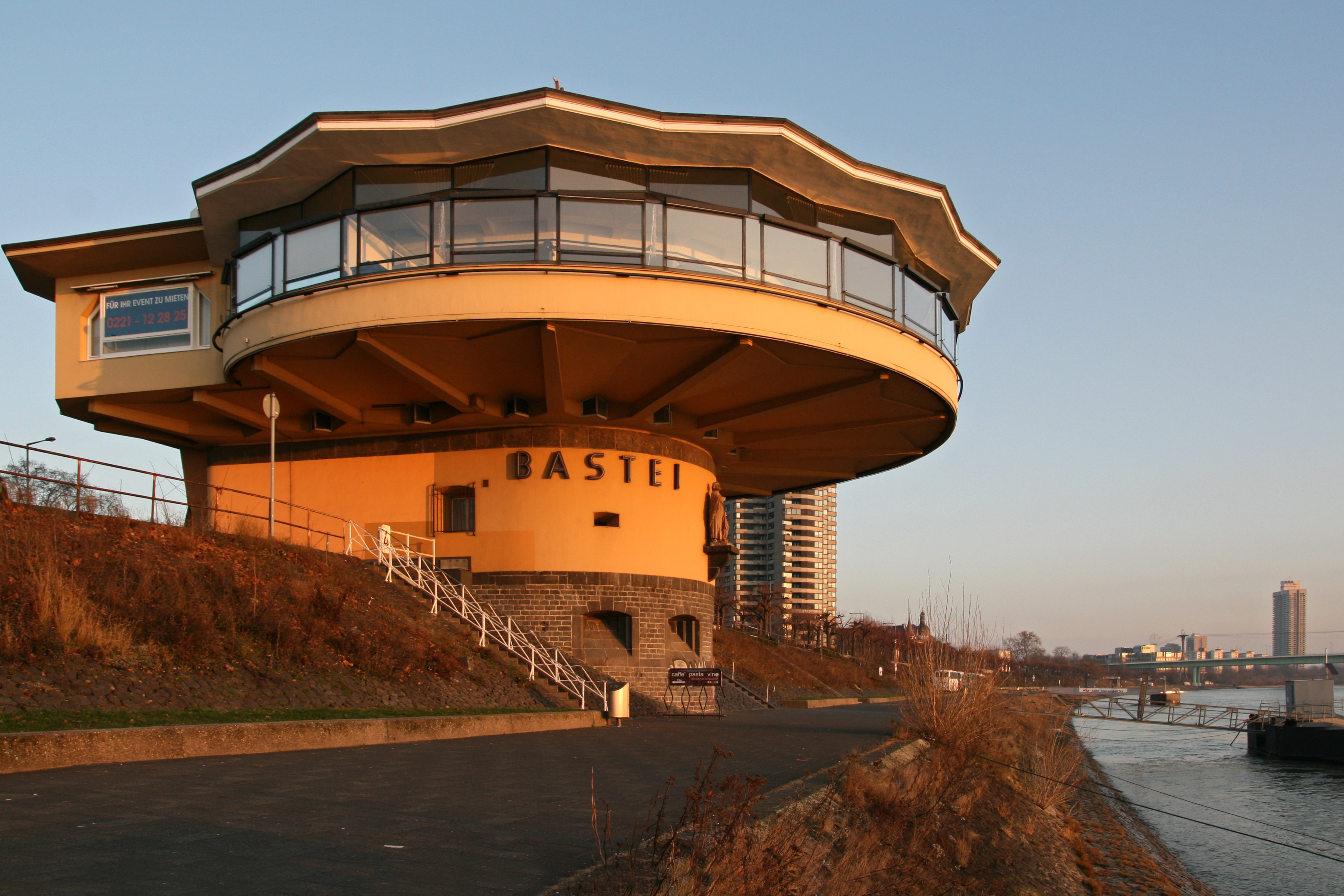
In der Einfahrt des Sicherheitshafens wurde ab 1891 eine Kaponniere gebaut, die später Bastei genannt wurde, Foto von 2008

Die größte Parkanlage der Kölner Ringe entstand auf dem Gelände des 1813 eröffneten Sicherheitshafens, der vom Eigelstein bis zum Rhein reichte. Das 500 Meter lange und 50 Meter breite Hafenbecken galt als städtebauliche Fehlplanung und wurde 1895/96 wieder zugeschüttet. Im Zuge der Verfüllung wurden der Kronleuchtersaal und ab 1891 in der Hafeneinfahrt die Bastei erbaut.
Ein Haus im Jugendstil (Nr. 9) von 1903/1904, die Villa Bestgen, wurde nach dem Krieg wieder rekonstruiert, so dass in seinem Äußeren wieder die ursprünglichen Jugendstilelemente sichtbar sind. Es ist verbunden mit dem Neubau von 1964 (Nr. 5–7), in dem die Galerie Baukunst residiert. Haus Nr. 1 ist der 109 Meter hohe Ringturm.

## Kunst an den Ringen
Die großzügigen Park- und Grünanlagen im Mittelstreifen der Ringe und teilweise an den Seiten luden ein, sie auch künstlerisch auszustatten. So wurde der ruhende Verkehr von Wolf Vostell auf den Hohenzollernring platziert. Fritz Behns Diana mit springender Antilope von 1916 steht auf dem Sachsenring. Außerdem stellten die Roten Funken ihren Wachsoldaten an die Ulrepforte. Am Hansaring erinnert das Denkmal „Mutter und Kind“ des holländischen Bildhauers Mari Andriessen an die Opfer der Verfolgung in der NS-Zeit. Dazu kommen eine Reihe von abstrakten modernen Metallplastiken, zum Beispiel die mobile Stahlplastik Steel-Watercolor-Triangle-Ring des US-Amerikaners Fletcher Benton von 1993 am Barbarossaplatz. Aber auch die traditionelle Plastik der Herz-Jesu-Statue am Zülpicher Platz hat den Krieg überstanden.

## Verkehr

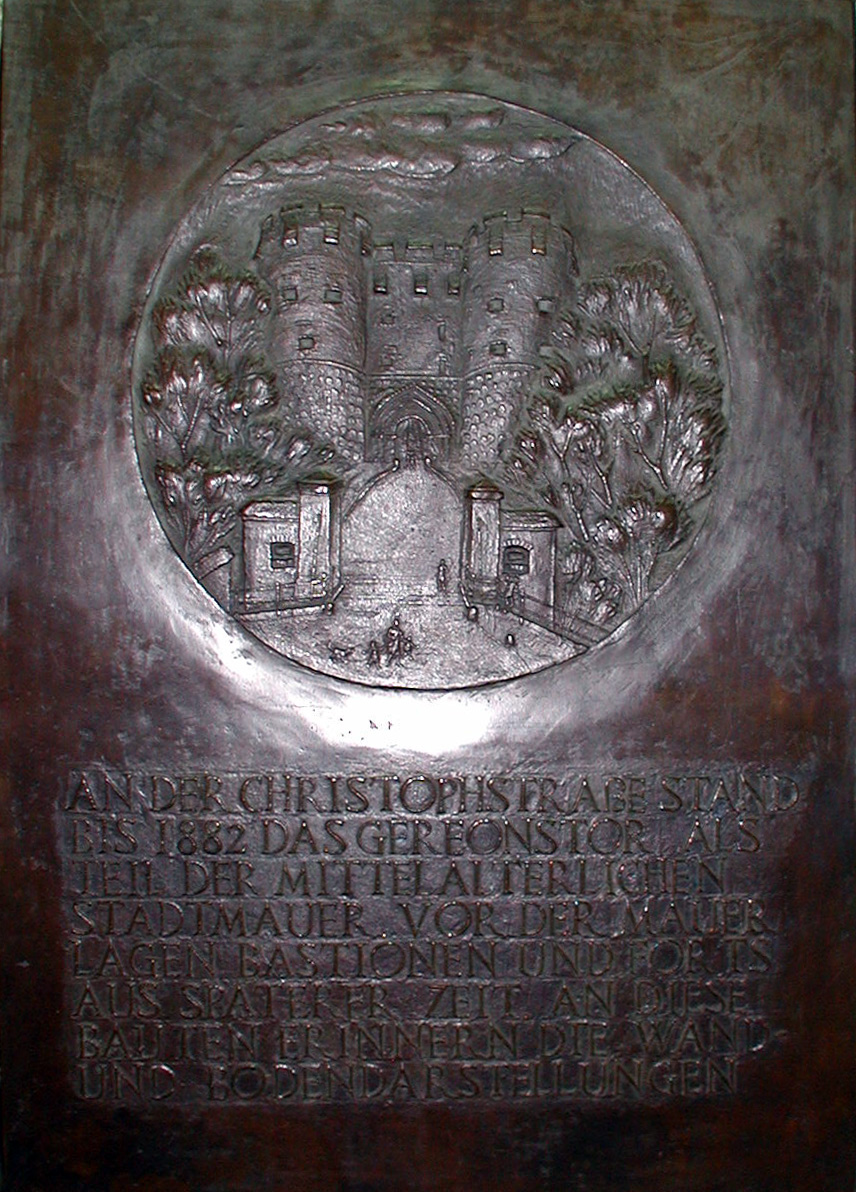
Gedenktafel Gereonstor, U-Bahnhof Christophstraße/Mediapark

Die Kölner Ringe dienten vor allem einer geradlinigeren Verkehrsführung am Rande der mittelalterlich verwinkelten Altstadt. Der Verkehrsfluss wurde durch mehrspurige Verkehrsführung erhöht und teilweise durch Mittelstreifen gesichert. Die Ringe sind ab Ebertplatz bis zum Rheinufer in der Südstadt Teilstrecke der Bundesstraße 9.
Die von Frédéric de la Hault & Cie. gebaute Pferdebahn fuhr erstmals am 15. November 1879 über die Ringe. Am 15. Oktober 1901 befuhr dann die erste elektrische Straßenbahn die Ringe. Die heutige Stadtbahn Köln nutzt die Ringe durch die Linie 12 (von Merkenich kommend) ab Ebertplatz bis zur Eifelstraße (nach Zollstock bis zum Südfriedhof vor Raderthal weiterführend), und die Linie 15 (von Chorweiler kommend) ab Ebertplatz bis zum Ubierring. Die Linie 16 (von Niehl) fährt ab Barbarossaplatz bis zum Ubierring über die Ringe (und weiter auf der Strecke der Rheinuferbahn nach Bonn). Seit Oktober 1987 wird der U-Bahn-Tunnel unter den Ringen genutzt. Er schließt am Hansaring an den bestehenden Tunnel vom U-Bahnhof Ebertplatz an und führt über die Haltestellen U-Bahnhof Hansaring, U-Bahnhof Christophstraße/Mediapark, U-Bahnhof Friesenplatz und U-Bahnhof Rudolfplatz unterhalb der bisherigen Ringstrecke an der Oberfläche. Am Zülpicher Platz mündet der Tunnel an eine ehemals sehr schmale Haltestelle an der Oberfläche. Diese Haltestelle wurde im Mai 2006 – zu Lasten der zweiten Fahrspur für Kfz – verbreitert.

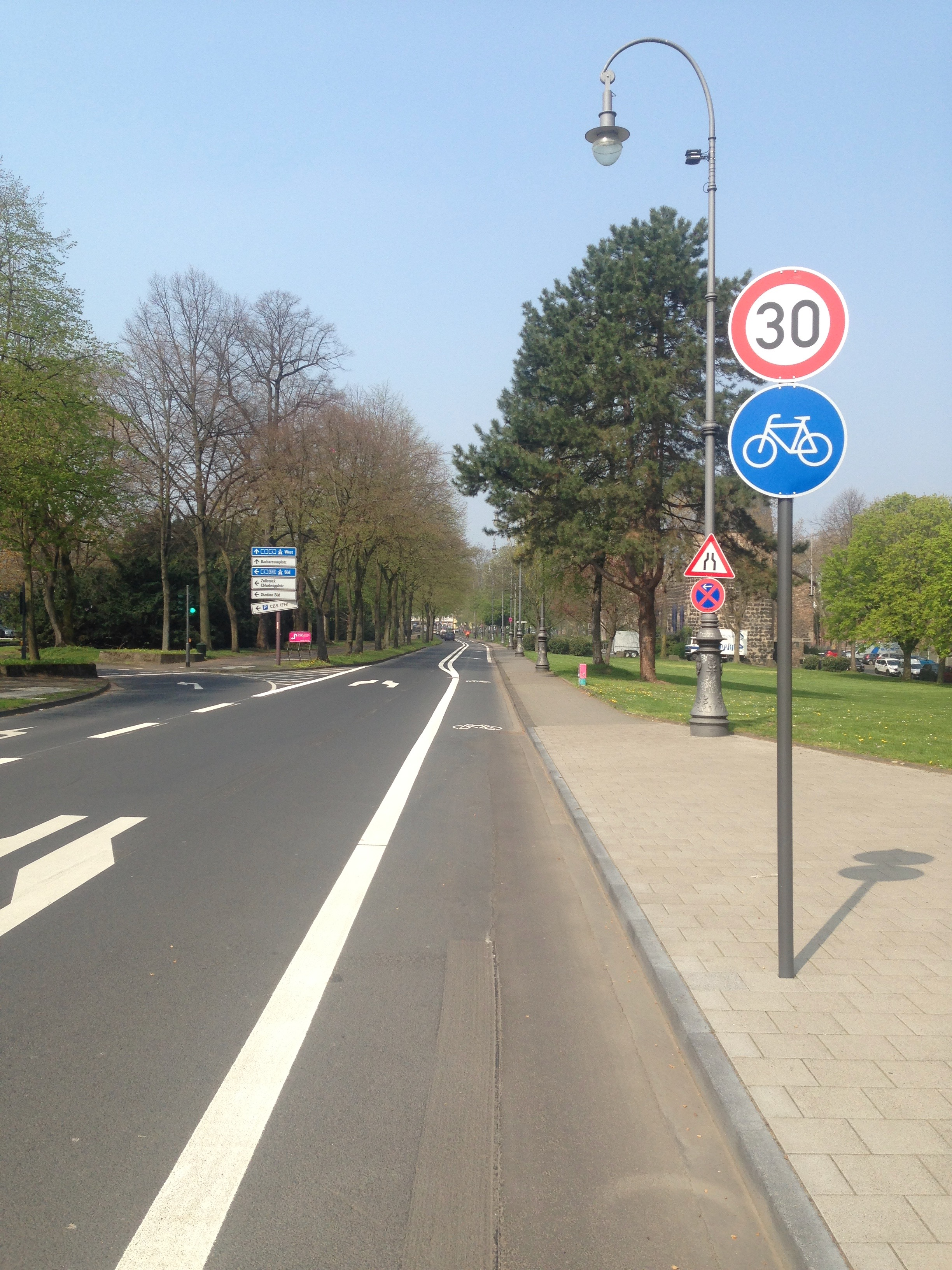
Der 2018 fahrradfreundlich umgestaltete Sachsenring zwischen Ulrepforte und Am Trutzenberg

Die Kölner Ringe werden seit 2016 fahrradfreundlich umgestaltet. Geplant ist die vollständige und weitgehende einheitliche Radwegführung vom Bayenturm bis zur Bastei durch Umwandlung der rechten Fahrspur in eine Spur exklusiv für den Radverkehr. Außerdem wurde in weiten Teilen bereits Tempo 30 angeordnet, Auslöser für diese Maßnahme ist die Initiative #RingFrei. Die Fertigstellung war für 2020 geplant.